# Geschichte der Orgel
Die Orgel (von altgriechisch ὄργανον órganon Werkzeug, Instrument, Organ) ist ein über Tasten spielbares Musikinstrument, welches eine über 2000-jährige Geschichte aufweist. Orgeln sind seit der Antike bekannt und haben sich besonders im Barock und zur Zeit der Romantik zu ihrer heutigen Form entwickelt. Die Gesamtanlage der Orgel (siehe Disposition), die künstlerische Gestaltung des Orgelgehäuses (siehe Prospekt), die klangliche Gestaltung und die technische Anlage (siehe Windlade, Traktur, Windwerk und Spieltisch) sind über viele Epochen der Kunst- und Technikgeschichte hinweg verändert und beeinflusst worden.

## Antike

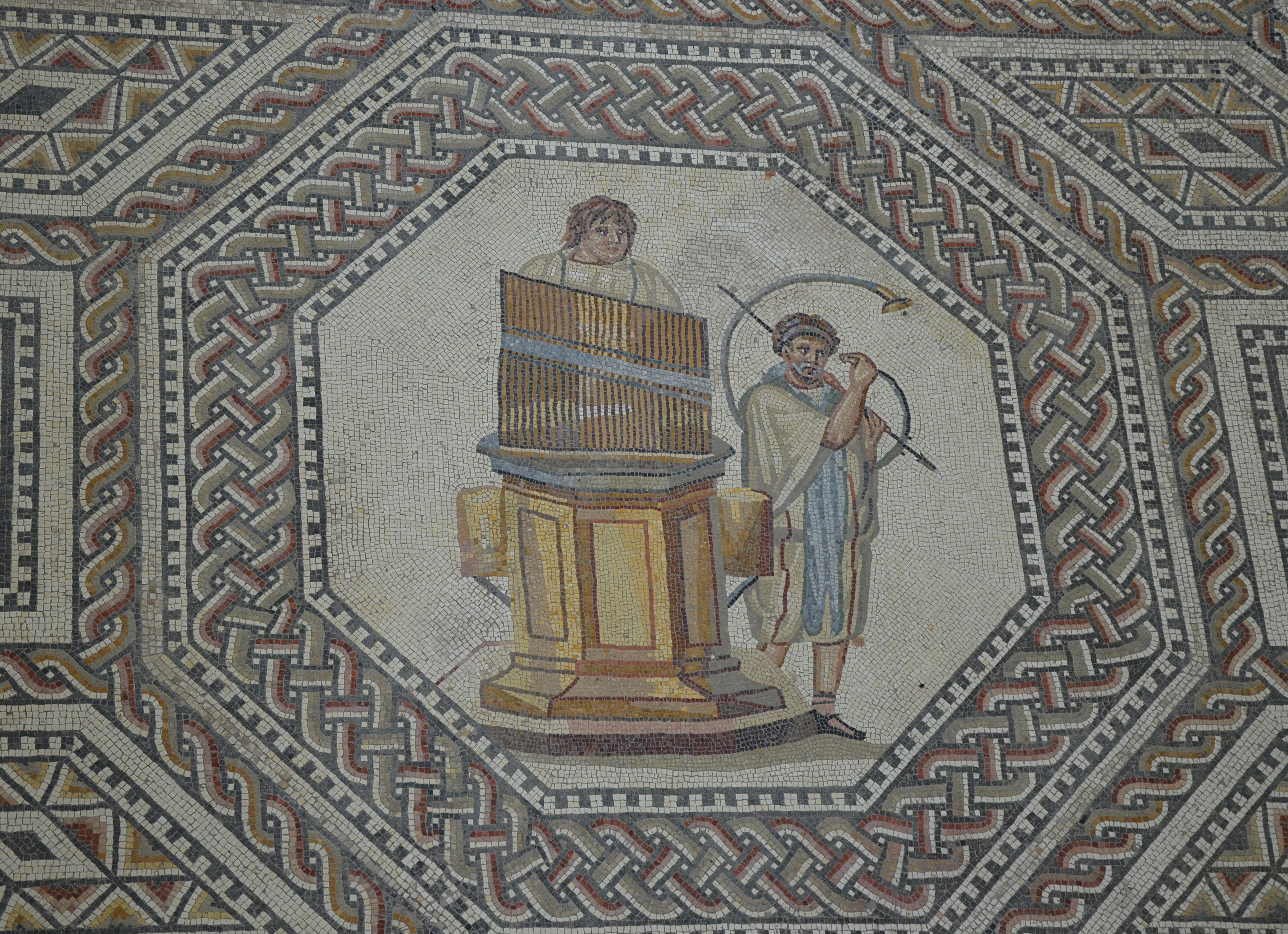
Mosaik in der römischen Villa in Nennig (3. Jahrhundert)

Das erste orgelartige Instrument wurde um 246 v. Chr. von Ktesibios, einem Ingenieur in Alexandrien, konstruiert. Der Name des Instrumentes war „Wasser-Aulos“ oder Hydraulis (von altgriechisch ὕδωρ (hydor, Wasser) und (aulos, Rohr)), da mit Hilfe von Wasser ein gleichmäßiger Winddruck erzeugt wurde und Metallröhren aus Bronze die Spielpfeifen (abgestimmte auloi, womit auch oboenartige Instrumente bezeichnet wurden) bildeten. Die Winderzeugung durch Blasebälge kam erst später auf. Die Römer übernahmen die Orgel von den Griechen als rein profanes Instrument und untermalten Darbietungen in ihren Arenen mit Orgelmusik. Aufgrund des Einsatzes während der grausamen Arenakämpfe, bei denen auch Christen starben, wurde die Orgel von den frühen Christen nicht verwendet.
Bei archäologischen Ausgrabungen in der Nähe von Budapest, dem früheren römischen Aquincum, Provinz Pannonien, wurden Reste einer Orgel aus dem Jahr 228 n. Chr. gefunden (siehe Orgel von Aquincum). Außerdem wurden Teile einer Orgel aus spätrömischer Zeit in Avenches (damals Aventicum) entdeckt. Im makedonischen Dion ausgegrabene Fragmente scheinen sogar von einer Orgel aus dem 1. Jahrhundert v. Chr. zu stammen.

## Mittelalter

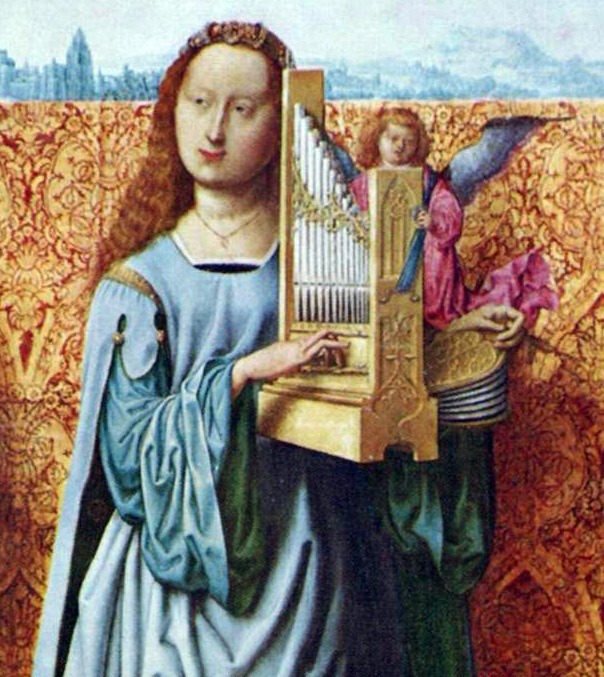
Ein Portativ (Gemäldeausschnitt Die Heilige Cäcilie spielt auf der Orgel aus der Mitteltafel des Bartholomäusaltars vom Meister des Bartholomäus-Altars, 1501)

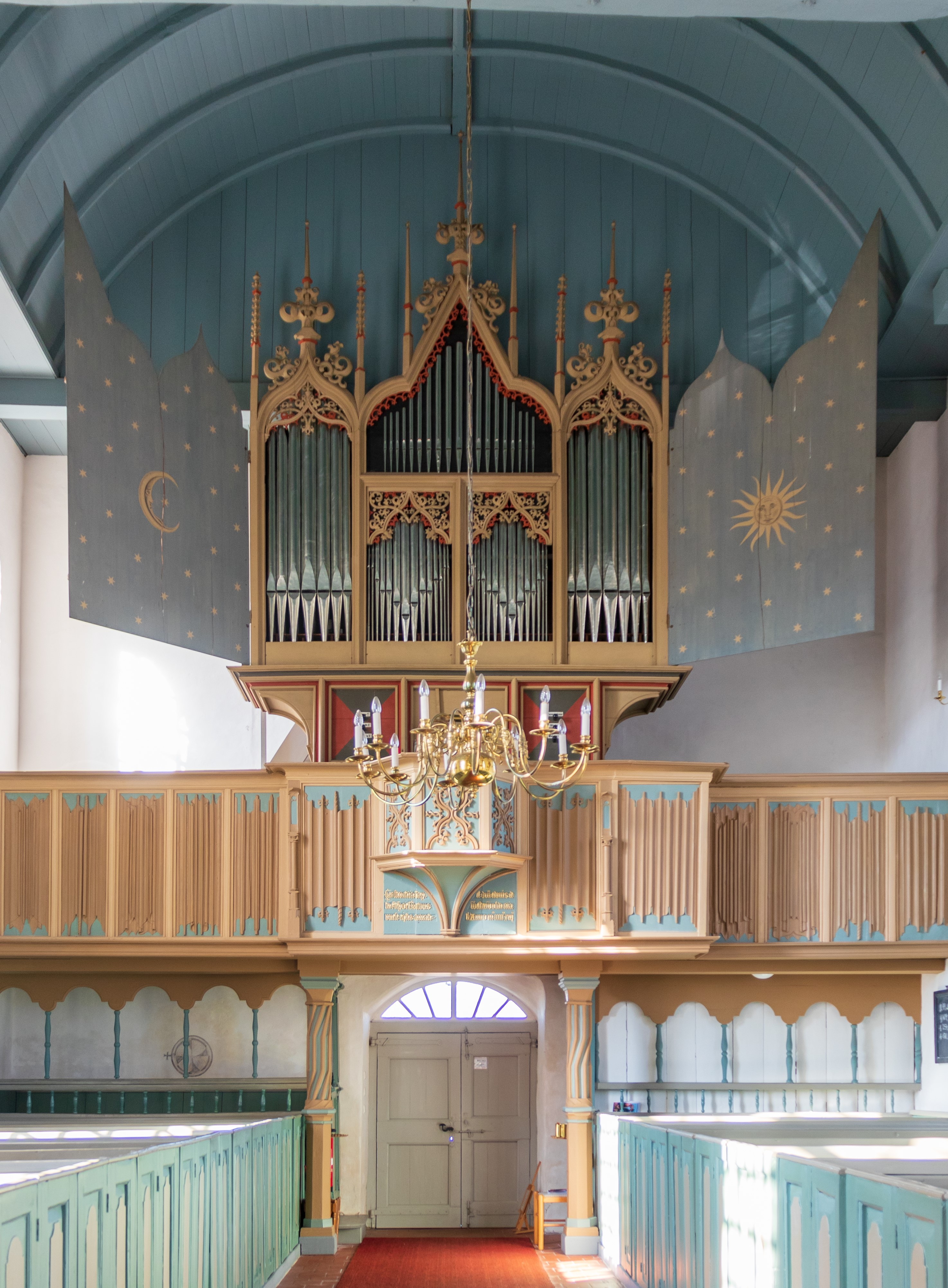
Gotische Orgel in Rysum (um 1440 oder 1457)

Im weströmischen Reich der Völkerwanderungszeit (um 400 n. Chr.) ist der Gebrauch von Orgeln nicht belegt. Das byzantinische Reich erhob die Orgel jedoch zu einem wichtigen Instrument für die kaiserlichen Zeremonien. Damit rückte sie auch in die Nähe der kirchlichen Feierlichkeiten. In den karolingischen Chroniken wird berichtet, dass in den Jahren 757 und 812 jeweils eine Gesandtschaft vom byzantinischen Kaiserhof an den fränkischen Hof kam und für König Pippin den Jüngeren bzw. für dessen Sohn und Nachfolger Kaiser Karl den Großen eine Orgel mitbrachte. Der Sohn Karls des Großen, Kaiser Ludwig der Fromme, ließ 826 eine Orgel für seine Pfalz in Aachen von einem aus Venedig stammenden Priester namens Georg anfertigen, vermutlich seit mehreren Jahrhunderten die erste in Westeuropa hergestellte Orgel.
Im Laufe des 9. Jahrhunderts begannen die ersten (Bischofs-)Kirchen in Westeuropa, sich Orgeln anzuschaffen, Klosterkirchen wohl erst ab dem 11. Jahrhundert. Die Orgel war in den Kirchen zunächst ein Statussymbol, erst mit der Gotik entwickelte sie sich allmählich zum Hauptinstrument der christlichen Liturgie. Im 12. Jahrhundert war in der Geburtskirche Bethlehem eine Orgel in Gebrauch, die vermutlich von Kreuzfahrern importiert worden war (siehe: Orgel der Geburtskirche). Erhalten sind etwa 220 zylindrische Pfeifen aus Kupfer, die alle denselben Durchmesser haben und einen Tonumfang von etwa zwei Oktaven ergeben.
Zunächst gab es noch keine Tastaturen oder Manuale. Ein Ton wurde ausgelöst, indem man mit der ganzen Hand eine Holzlatte, die sogenannte Schleife, herauszog und so die Windzufuhr zu den Pfeifen für diesen Ton freigab. Die früh- und hochmittelalterlichen Orgeln waren Blockwerke, d. h., man konnte noch nicht einzelne Register ab- und zuschalten: Wenn man einen Ton auslöste, erklangen automatisch alle Pfeifen, welche diesem Ton zugeordnet waren. In dieser Zeit entstand auch das Portativ, eine kleine tragbare Orgel.
Das 14. und 15. Jahrhundert brachte wichtige Neuerungen. Mit Erfindung der Schleiflade und der Springlade kamen einzeln wählbare Register, Manual-Tastaturen und einzelne (Teil-)Werke auf. Durch den damals gebräuchlichen Ausdruck „die Orgel schlagen“ festigte sich später die Annahme, diese Instrumente seien schwer zu spielen gewesen und die Tasten wären mit viel Kraftaufwand, manchmal sogar mit Fäusten wie bei Glockenspielen betätigt worden. Die aus jener Zeit erhaltene Orgelmusik lässt jedoch den Schluss zu, dass auch verhältnismäßig leichtgängige Orgeln existierten, die ein schnelles Spiel erlaubten. In der Tat gibt es Abbildungen von Tasten dieser Orgeln, die vermutlich wirklich mit der ganzen Hand bedient wurden, was aber nicht auf ein kräftiges Schlagen mit den Fäusten hinweisen muss. Z. B. zeigen die Abbildungen im Syntagma musicum des Michael Praetorius die Klaviaturen der Domorgel zu Halberstadt von 1361 mit solchen Tasten. Mit dem Wort Schlagen ist vielmehr das Anschlagen der Tasten gemeint. So wurde etwa auch die Laute geschlagen.
Zu den ältesten noch spielbaren Orgeln (aus spätgotischer Zeit) zählen die Orgel von St. Andreas (Ostönnen) (um 1425), die Orgel der Basilique de Valère im schweizerischen Sitten (um 1435), die Orgel der Rysumer Kirche (um 1440), die Epistelorgel (linkes Instrument des Orgelpaares) der Basilika San Petronio in Bologna (1475) und die Orgel in St. Valentinus in Kiedrich (um 1500). Sie alle enthalten jedoch jeweils nur Teile aus der ältesten Epoche ihrer Baugeschichte.

## Renaissance

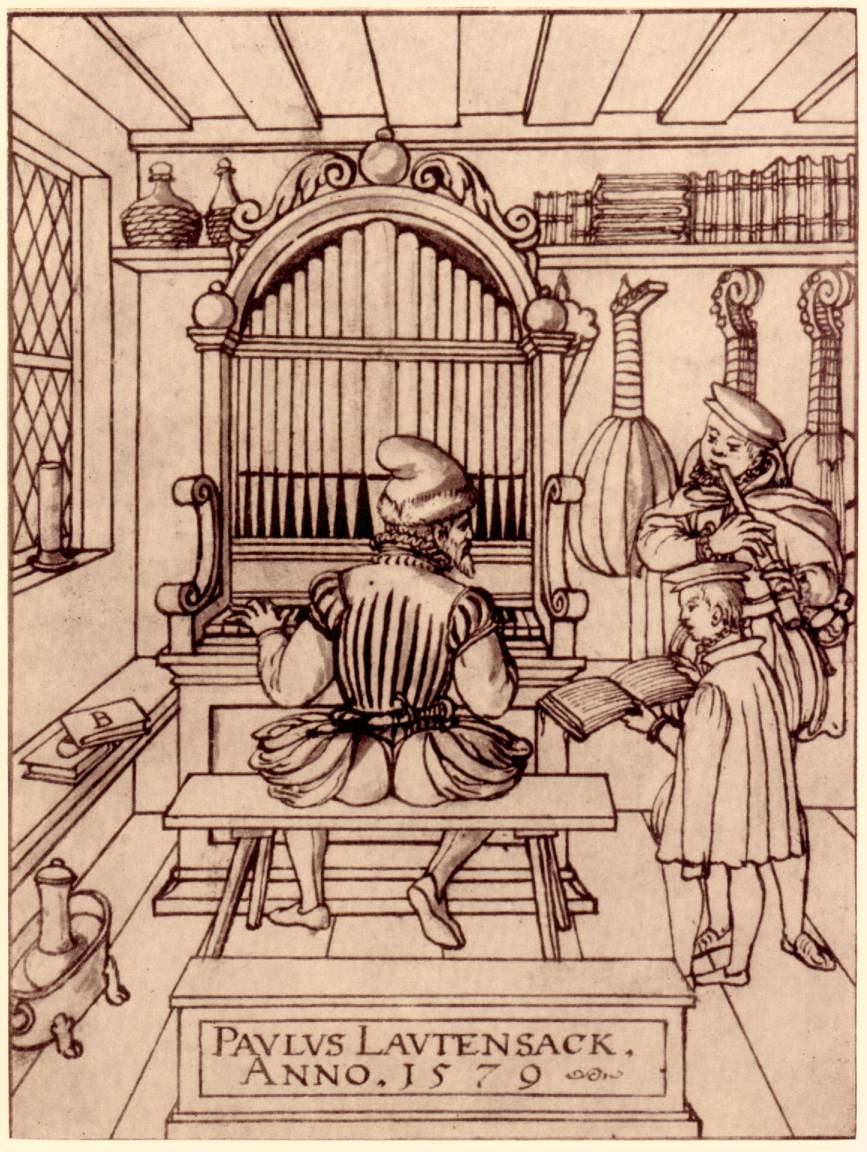
Paul (III.) Lautensack an seiner Hausorgel, einem Orgelpositiv ohne Pedal, 1579

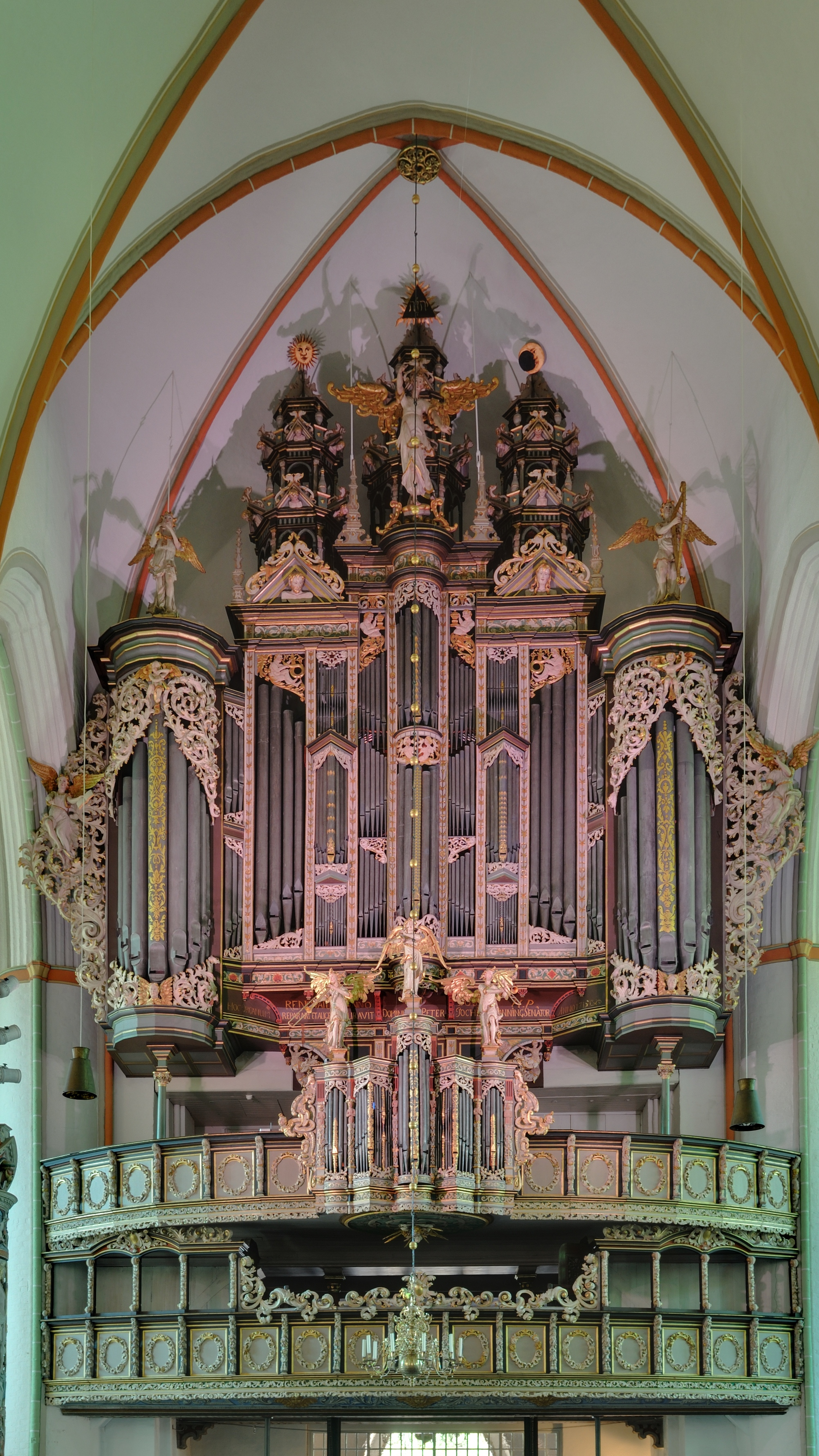
Renaissance-Prospekt der Orgel der Johanniskirche in Lüneburg (Hendrik Niehoff und Jasper Johansen, 1553). Die Pedaltürme wurden in der Barockzeit hinzugefügt.

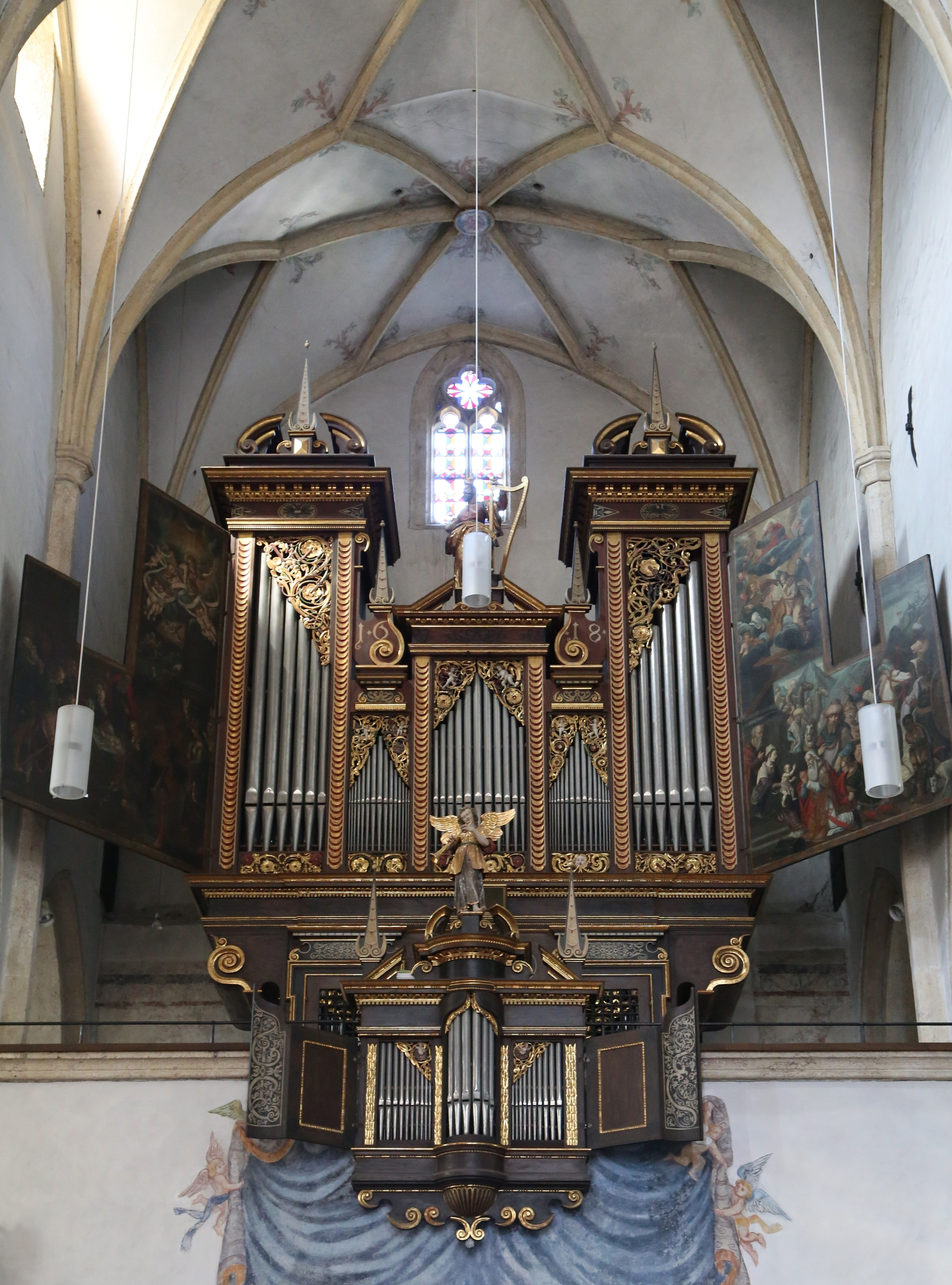
Renaissance-Prospekt der Orgel der Stadtpfarrkirche St. Andrä in Lienz mit den für die Zeit typischen Flügeltüren (Andreas Butz, 1618)

Die Orgeln der Frührenaissance erinnern noch an die Zeit der Einführung der Register im ausgehenden Mittelalter (Stimmscheidung). Die Orgeln enthalten zunächst recht wenige Register (zum Beispiel Prästant, Oktave, Hintersatz und Zimbel aus dem gotischen Blockwerk, dazu ein bis zwei Flöten, Trompete und das Regal) und verfügen oft nur über ein Manual und ein angehängtes Pedal. Ein vorhandenes Regalregister wird oft leicht zugänglich über dem Spieltisch angeordnet, da dessen Pfeifen häufig nachgestimmt werden müssen. Aus dieser Anordnung entwickelte sich das Brustwerk, in dem die Regalpfeifen immer noch leicht zugänglich ganz vorn stehen. In dieser Zeit entstanden auch die beiden Kleinorgeltypen Positiv und Regal.
In der Hochrenaissance entwickelten sich voll ausgebaute Orgeln mit mehreren Manualen und Pedal. Das Klangideal orientierte sich an der damals üblichen Ensemblemusik auf gleichartigen Instrumenten. So stehen Prinzipale, Mixtur und Zimbel für den eigentlichen „Orgelklang“, der bereits früher als „Blockwerk“ erklang. Dazu kamen zahlreiche Register, die den Klang der damals üblichen Instrumente nachahmen sollten, vor allem von Flöten, Rohrblatt- und Blechblasinstrumenten. Bei den Lingualregistern waren dies zum Beispiel Trompete, Posaune, Zink, Schalmei, Dulzian, Ranckett, Krummhorn und Sordun, bei den Labialregistern zum Beispiel Blockflöte, Querflöte (meist nicht als überblasendes Register) und Gemshorn. Es wurden zwischen einem und drei Manualen gebaut, von denen jedes ein eigenes Werk ansteuerte. Dazu kam in der Regel ein eigenständiges Pedalwerk. Auf solchen Orgeln lässt sich neben Sakralmusik auch sehr gut die weltliche Musik der Renaissance wiedergeben. In der Spätrenaissance begannen sich erste regionale Unterschiede im Orgelbau herauszubilden.
Beispiele:
Lübeck (1515),
Udine (Vincenzo Colombo, 1550),
Saint-Savin (Hautes-Pyrénées) (1557),
Innsbruck (Jörg Ebert, 1561),
Mantua (Graziadio Antegnati, 1565),
Saint-Julien-du-Sault (1568),
Schmalkalden (1590),
Trofaiach (Hanns Kahnchuber, 1595).

## Barock
Im 17. und 18. Jahrhundert erreichte der Orgelbau in einigen europäischen Ländern eine große Blüte. Für Orgeln aus der Barockzeit kann man die Register je nach Klangfarbe und Verwendung in drei funktionale Gruppen einteilen, die aber gleichermaßen auf die gesamte Orgel verteilt werden:
- Die erste Gruppe bildet mit dem typischen Orgelklang hervortretende Stimmen, die auf einen kräftigen Gesamtklang, das sogenannte Plenum, ausgelegt sind. Hierzu gehören die Prinzipale, Oktaven, Quinten in Prinzipalmensur und Mixturen, aber auch vollbecherige Zungenstimmen, die zum Plenum gezogen werden oder ein eigenständiges Lingualplenum bilden.
- Die zweite Gruppe hat eher sanfte, flötenartige Töne, die sich hervorragend mischen lassen. Es sind die weiten offenen, die konischen und die gedackten Stimmen in all ihren Variationen.
- Die dritte Gruppe sind die Stimmen, die am besten solistisch zu verwenden sind, wie Aliquotregister, Zungenstimmen und einzelne Streicher.

### Werkaufbau

Schematische Ansicht des Werkprinzips („Hamburger Prospekt“).
PW = Pedalwerk, OW = Oberwerk,
HW = Hauptwerk, BW = Brustwerk,
RP = Rückpositiv.

Ein typisches Merkmal barocker Orgeln ist in den meisten Kulturlandschaften das sogenannte Werkprinzip: Jedes Teilwerk der Orgel (zum Beispiel Hauptwerk, Rückpositiv, Oberwerk, Brustwerk, Pedalwerk) ist dabei meist als selbstständige Orgeleinheit konzipiert. Oft verfügt jedes Teilwerk über ein Plenum und erlaubt Solo- und grundstimmige Begleitregistrierungen; die Teilwerke unterscheiden sich einerseits durch ihre Klangcharakteristik, andererseits oft durch ihre Lautstärke (zum Beispiel Echowerk).
Aufgrund der rein mechanischen Spieltraktur kommt es zu weiteren Besonderheiten:
- Manualanordnung: Bei einer dreimanualigen Orgel mit Rückpositiv, Hauptwerk und Brustwerk ist das Hauptwerk immer das mittlere Manual, da sich anderenfalls die Spieltrakturen der Werke kreuzen würden.
- Werkgröße: Jedes zusätzliche Register auf einer Windlade erhöht bei der mechanischen Traktur das Spielgewicht der Taste. Dadurch sind hier natürliche Höchstgrenzen gesetzt, da eine Orgel sonst nicht spielbar wäre. An norddeutschen Barockorgeln findet man zum Beispiel nur sehr wenige Instrumente mit mehr als zehn bis zwölf Registern auf einer Windlade. In anderen Regionen (zum Beispiel Mitteldeutschland, Frankreich oder Spanien) wurden auch bis zu fünfzehn (in Einzelfällen so gar noch mehr) Register auf die Hauptwerkswindlade gestellt.
- Koppeln: Bei einer dreimanualigen Orgel gibt es höchstens Manualkoppeln vom dritten auf das zweite sowie vom ersten auf das zweite Manual. Eine Koppel zwischen dem dritten und dem ersten Manual war technisch noch nicht realisierbar, da meist Schiebekoppeln verwendet wurden.

Im Vordergrund der barocken Orgel steht die Durchsichtigkeit des Klanges. Daher waren hohe Register sowie Aliquotregister als Soloregister weit verbreitet.

### Hanseatisch-niederländischer Orgeltypus des 17. und 18. Jahrhunderts

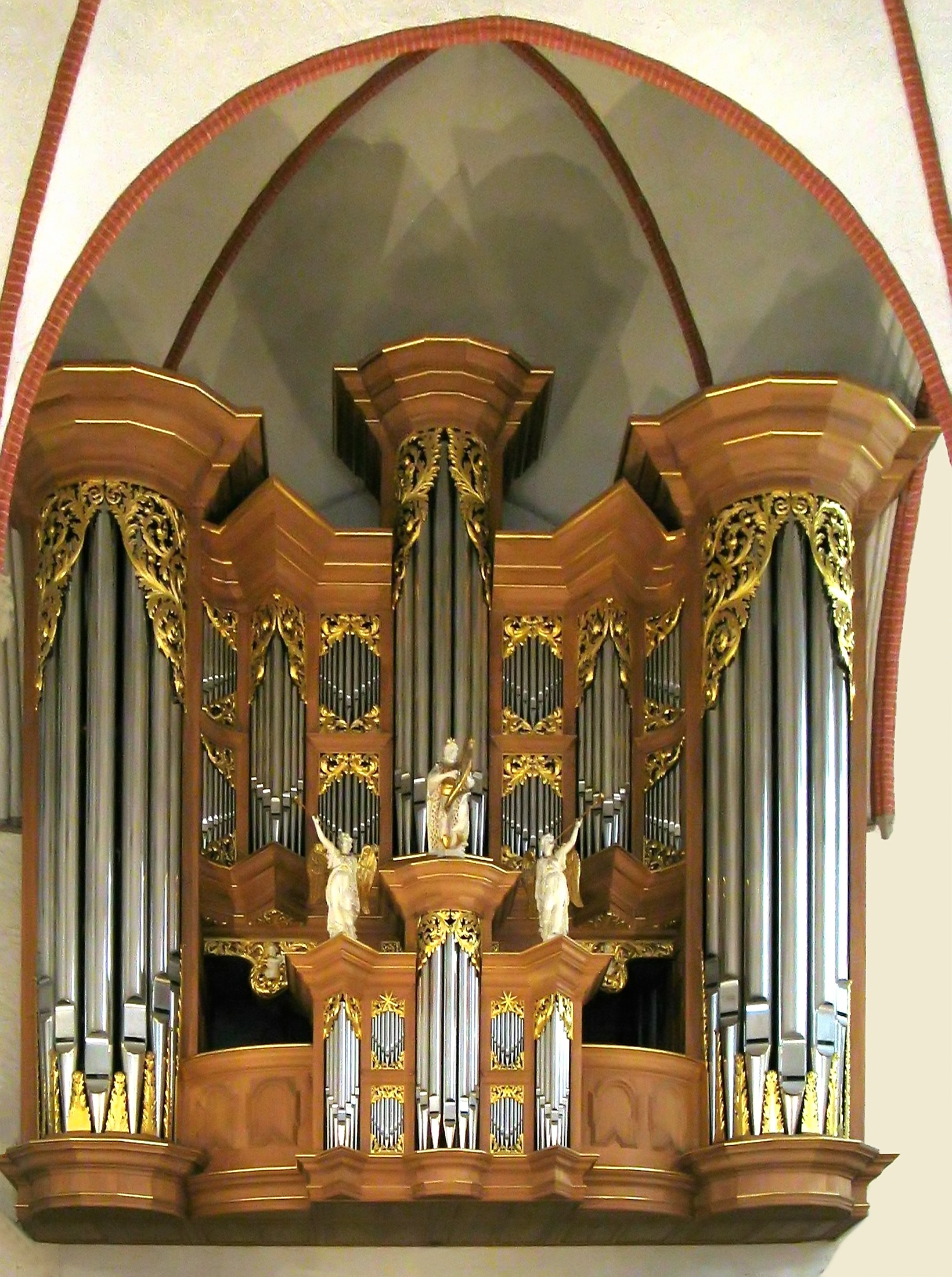
Norddeutsche Barockorgel in Hamburg, St. Jakobi (Arp Schnitger, 1688–1693)

Orgeln dieses Stils findet man u. a. in Norddeutschland, in Westfalen und in Sachsen-Anhalt sowie in den Niederlanden und in Skandinavien.
Ein typisches Merkmal der Orgel des norddeutsch-hanseatischen Raumes war das Werkprinzip. Sowohl die Manualwerke als auch das Pedalwerk wiesen vollständig besetzte Prinzipalchöre auf unterschiedlicher Prinzipalbasis auf. Im Hauptwerk gab es oft einen ausgebauten Prinzipalchor vom 16′ bis zum Scharf. Im Rückpositiv wurden neben höher liegenden Prinzipalen Soloaliquoten und Solozungenstimmen disponiert. In den weiteren Manualwerken fanden sich hochliegende Prinzipale, Zimbeln und kurzbechrige Zungenstimmen. Das Pedal verfügte über ausgebaute Prinzipal-, Weit- und Zungenchöre. Daher waren auch Pedalkoppeln entbehrlich. Die innere Trennung der einzelnen Werke wurde mit der Prospektgestaltung verdeutlicht. Im sogenannten Hamburger Prospekt zeigte sich der konsequente Werkaufbau sehr deutlich. Dabei waren die Pedaltürme jeweils seitlich an der Orgel angebracht und umrahmten damit die Manualwerke.
Jedes Werk zeichnete sich durch ein großes Maß an Selbständigkeit aus. In jedem Teilwerk gab es nun Principal-, Flöten- und Zungenstimmen-Ensembles. Die Klangkronen bestanden überwiegend aus Quinten und Oktaven, was den „Silberglanz“ des Mixturplenums unterstrich. Die Terz- oder Quart-Sextcymbeln waren jedoch typische Soloregister. Sesquialtera und Tertian dienten vor allem als Ensembleregister und repetierten schon im Bass. Gerne wurde im Hauptwerk eine Quintadena 16′ disponiert. Dagegen fanden sich selbst in größeren Orgeln in jedem Manualwerk meist nur ein bis zwei labiale 8′-Register. Streichende Register wurden fast nie gebaut. Dieser Baustil wurde maßgeblich von Arp Schnitger geprägt.
Bei den Dispositionen gingen die meisten Orgelbauer nicht schematisch vor. Es ging um eine möglichst große Vielfalt unter den Einzelstimmen. Auch die vielen Zungenstimmen von sehr unterschiedlicher Bauweise dienten der klanglichen Vielfalt. Typisch für die norddeutschen Zungenregister waren die Füße aus Holz. Prinzipale und Mixturen waren meist aus (fast) reinem Zinn und hatten enge Mensuren. Die Flöten wiesen dagegen einen hohen Bleianteil auf. Die starken Bässe und kräftigen Mixtuen waren weniger für polyphones Spiel als vielmehr für die Begleitung des Gemeindegesangs gedacht. Auch der Stylus phantasticus der hanseatischen Orgelkunst mit seinen wechselnden Affekten konnten auf den Instrumenten optimal verwirklicht werden. Im Vergleich zu den Instrumenten anderer Regionen (vor allem Mittel- und Südwestdeutschlands) waren die Orgeln groß und besaßen viele Register. Wo anderswo einmanualige Orgeln gebaut worden wären, besaß man hier zweimanualige Instrumente. Selbst mittelgroße Kirchen besaßen schon dreimanualige Orgeln mit mehr als 30 Registern.
Die mitteltönige Stimmung hielt sich bis um 1740 und wurde erst danach von wohltemperierten Stimmungen verdrängt. Die Instrumente waren meist etwa um einen Halbton höher gestimmt als heute. Bis weit ins 18. Jahrhundert wurden von einzelnen Orgelbauern Springladen gebaut.
In den Niederlanden verbot der Calvinismus lange die Verwendung der Orgel im Gottesdienst, später war sie nur zur Unterstützung des Psalmengesangs erlaubt. Die repräsentativen Orgeln in den Hauptkirchen niederländischer Städte waren daher hauptsächlich weltliche Instrumente der Stadtgemeinden, auf denen zur Unterhaltung gespielt wurde.
Beispiele:
Tangermünde (Hans Scherer der Jüngere, 1624),
Hamburg, Katharinenkirche (Gottfried Fritzsche, 1632, nicht erhalten),
Alkmaar (Galtus van Hagerbeer, 1646),
Langwarden (Hermann Kröger und Berendt Hus, 1650),
Stralsund (Friedrich Stellwagen, 1659),
Lüdingworth (Arp Schnitger, 1673),
Oelinghausen (Johann Berenhard Klausing, 1717),
Zwolle (Franz Caspar Schnitger, 1721),
Bockhorn (Christian Vater, 1722),
Maassluis (Rudolf Garrels, 1732),
Haarlem (Christian Müller, 1738),
Marienmünster (Johann Patroclus Möller, 1738),
Kampen (Albertus Antonius Hinsz, 1743),
Altengamme (Johann Dietrich Busch, 1752).
Klangbeispiel: vom Prinzipal bis zum Plenumⓘ

### Barocker Orgeltypus in Ost- und Mitteldeutschland und in Polen

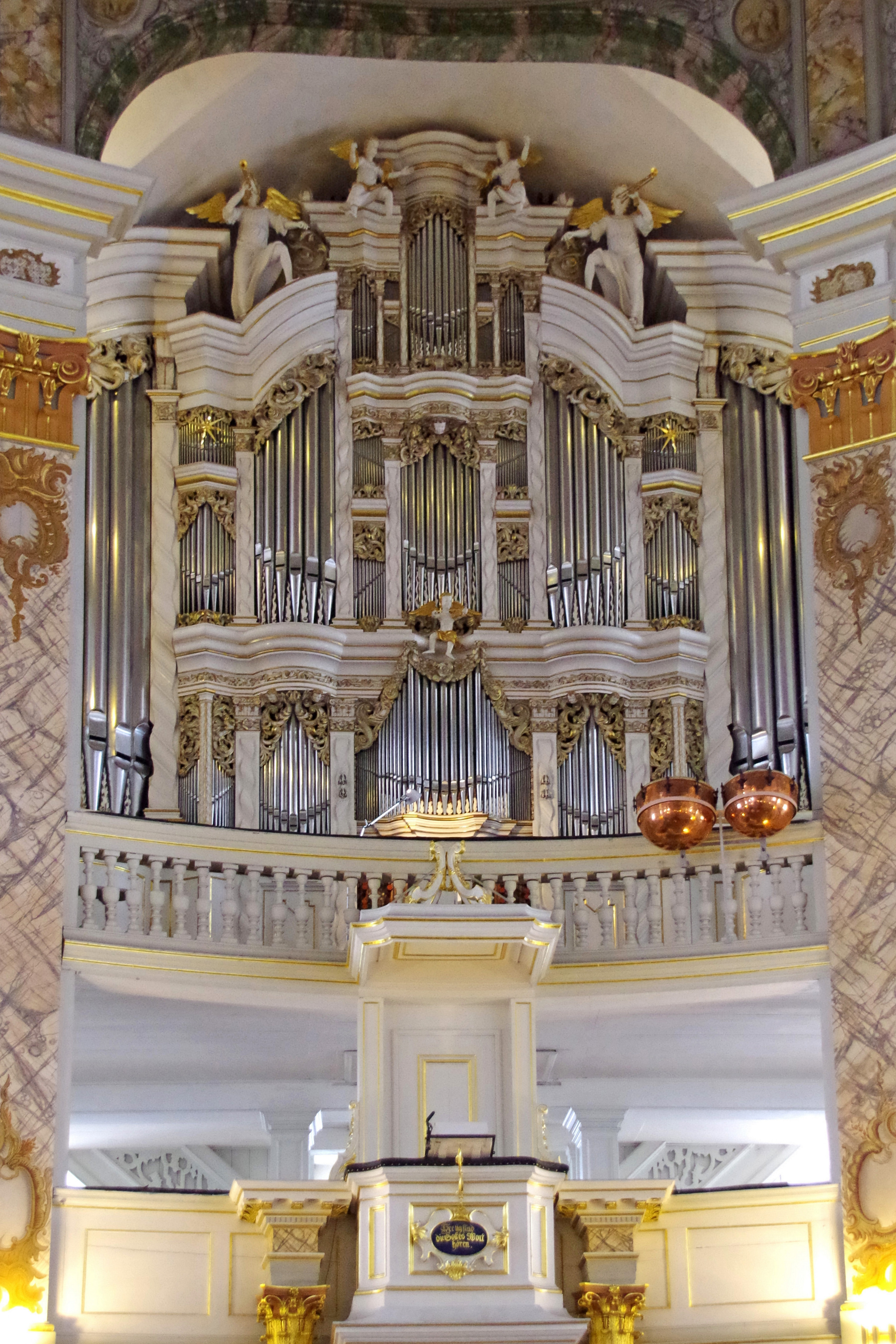
Mitteldeutsche Barockorgel in Waltershausen (Tobias Heinrich Gottfried Trost, 1730)

In Thüringen, Sachsen, Brandenburg und Polen und z. T. in Niedersachsen, Sachsen-Anhalt, Franken und Hessen findet man Orgeln mit vielen Gemeinsamkeiten.
Typisch für diesen Orgeltypus ist die große Anzahl von labialen 8′-Registern. Bei zweimanualigen wurden nicht selten zusammen acht und mehr Grundstimmen in den Manualen gebaut, wodurch ein dunkler, voluminöser an Gravität orientierter Klang entstand. Jedes Register besaß dabei eine eigene, unverkennbare Klangcharakteristik. Die Ausgewogenheit der Grundstimmen spielte dabei eine große Rolle.
Die unterschiedlichen Labialregister wurden in erster Linie als Einzelregister verwendet und ermöglichten eine breite Farbenpalette. Neben den traditionellen 8′-Registern wie Prinzipal, Gedackt, Gemshorn, Spitzflöte und Rohrflöte verbreiteten sich folgende Bauformen:
- Viola di Gamba (seit 1620 in Mitteldeutschland entstanden) als offenes, engmensuriertes, konisches oder zylindrisches Register;
- Salicional (um 1600 in Polen entstanden) in offener, engmensurierter, zylindrischer oder schwach trichterförmiger Bauweise;
- Piffaro/Biffara auch Unda maris genannt (im 16. Jahrhundert in Italien entstanden) als schwebendes Principalregister;
- Fugara (im 17. Jahrhundert im slowakisch-polnischen Grenzgebiet entstanden) als offenes, engmensuriertes, zylindrisches Register
- Traversflöte (ab 1700 in Mitteldeutschland entwickelt) als hölzernes, überblasendes Register;[28]
- Quintade, Quintatön oder Quintadena (schon seit dem 16. Jahrhundert in Deutschland bekannt) als sehr enges Gedackt mit starkem Anteil des Quinttons;
- Portun, Portunal, Bordunflöte, Flaut major, gelegentlich auch Viola genannt, als (seit dem 16. Jahrhundert verbreitetes) Holzprinzipal.

Hinzu kam ein meist lückenloser Prinzipalchor (im Hauptwerk oft mit Mixtur und Cymbel), meist eine bis zwei Zungenstimmen, Sesquialtera und Cornet sowie einzelne Aliquotregistern. Die Mixturen wurden dabei in der Regel als Terzmixturen gebaut. Manualzungen wurden nur wenige gebaut, eine Vorliebe gab es jedoch für die Vox humana 8′ im Oberwerk. Im Hauptwerk wurde als tiefstes Register meist eine Quintade 16′, sehr häufig zusätzlich verstärkt durch eine Quinte 5 1⁄3′ gebaut. Im Pedal wurde Subbass 16′ oft um Violonbass 16′ verstärkt. Selbst in mittelgroßen zweimanualigen Orgeln gab es 32′-Register wie Untersatz 32′ oder Posaune 32′. Die tiefen Pedalzungen besaßen dabei in der Regel Holzbecher. Außerdem wurden gerne typisch barocke Spielereien, wie Glockenspiel, Vogelgesang und Cymbelstern eingebaut.
Die Instrumente besaßen in der Regel Hauptwerk und Oberwerk, bei dreimanualigen Orgeln trat ein Brustwerk hinzu. Rückpositive gab es ab etwa 1690 keine mehr. Die Orgelbauer waren experimentierfreudig und nahmen komplizierte Trakturführungen in Kauf, was oft zu einer schwergängigen Spielweise führte. Auf diese Weise konnten schon früh Transmissionen vom Hauptwerk ins Pedal verwirklicht werden. Schon ab 1700 wurde die mitteltönige Stimmung durch die wohltemperierte Stimmung abgelöst.
Eine Sonderstellung nahm Gottfried Silbermann ein. Er brachte französisch-elsässische Stilelemente nach Sachsen und bildete eine eigene Schule aus. Deren Vertreter disponierten ihre Orgeln relativ einförmig mit gleich bleibenden Registerfundus, beschränkten sich auf wenige 8’-Labiale, vermieden enge Streicher und verzichteten auf Rückpositive (Ausnahme: Zacharias Hildebrandt in Naumburg, St. Wenzel, wegen Wiederverwendung des vorhandenen Gehäuses). Französische Bauform benutzte Silbermann für die Linguale Krummhorn (als Diskantregister „Chalumeau“) und Vox humana, in frühen Instrumenten auch für Trompete 8′ und Clairon 4′. Die meist geringchörigen Klangkronen liegen verhältnismäßig tief. Die „Cymbel“ ist eine 2- oder 3fache Mixtur, öfter als Verdopplung der oberen Chöre zusätzlich zur Mixtur disponiert. In Nebenmanualen werden die oktav-quint-haltigen Klangkronen gelegentlich durch eine selbständige repetierende Terz („Sesquialtera“) ergänzt. Nur Silbermanns zeitweiliger Mitarbeiter Joachim Wagner baute Terzmixturen (genannt Scharf). Als labiale 16′-Grundlage im Hauptmanual verwendete Silbermann häufig Bordun 16′, im Oberwerk in einigen Fällen Quintade 16′. Die größten Orgeln erhielten im Hauptwerk Prinzipal 16′ und Fagott 16′ (Manualposaune). Den Gesamtklang bestimmen einheitliche Mensuren für die einzelnen Registergruppen, breite Labierung und kräftige Intonation mit relativ hohem Winddruck. Silbermann temperierte seine frühen Orgeln modifiziert mitteltönig, spätere Werke meist „wohltemperiert“. Die Prospekte lassen außer der Freiberger Domorgel den Werkaufbau allenfalls eingeschränkt erkennen und sind typenhaft gestaltet.
Beispiele:
Luckau (Christoph Donat, 1673),
Büßleben (Georg Christoph Stertzing, 1702),
Arnstadt (Johann Friedrich Wender, 1703),
Pasłęk (Andreas Hildebrandt, 1719),
Wandersleben (Johann Georg Schröter, 1724),
Brandenburg an der Havel (Joachim Wagner (Orgelbauer), 1725),
Lahm (Heinrich Gottlieb Herbst, 1732),
Freiberg, St. Petri (Gottfried Silbermann, 1735),
Grüssau (Michael Engler der Jüngere, 1736),
Grauhof (Christoph Treutmann, 1737),
Erfurt (Franciscus Volckland, 1737),
Ansbach (Johann Christoph Wiegleb, 1739),
Altenburg (Tobias Heinrich Gottfried Trost, 1739),
Suhl (Eilert Köhler, 1740),
Naumburg (Zacharias Hildebrandt, 1746),
Berlin (Johann Peter Migendt, 1755),
Nieder-Moss (Johann-Markus Oestreich, 1791).

### Barocker Orgeltypus West- und Südwestdeutschlands

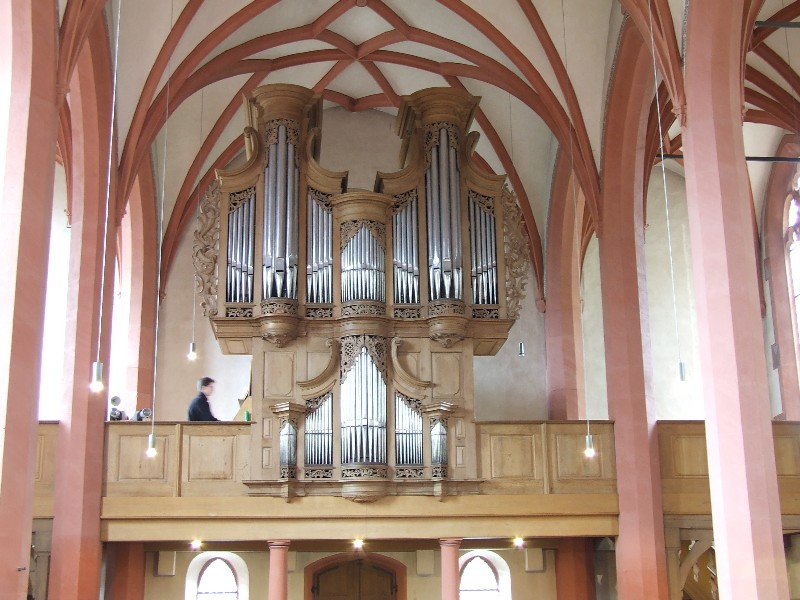
Südwestdeutsche Barockorgel mit der typischen Anordnung von Hauptwerk und Unterwerk in Bechtolsheim (Johann Philipp und Johann Heinrich Stumm, 1756)

Dieser Orgeltypus war im Rheinland, im Saarland, in der Pfalz, im östlichen Belgien und in Luxemburg sowie z. T. in Hessen, in Nordbaden und in den südöstlichen Niederlanden verbreitet.
Typisch für die Orgeln dieser Region war die Teilung einzelner Register in Bass- und Diskant zwischen h0 und c1 (Trompete, Krummhorn, auch z. T. Gedackt). Einige Register gab es nur im Diskant wie das meist vier- oder fünffache hochgebänkte Cornet, Tintinabulum II, Carillon III und Flaut travers 8′ (oder Traversflöte 8′). Manche Register repetierten bei c1, wie zum Beispiel Solicinal 2′/4′ und Quinte 1 1⁄3′/2 2⁄3′. Die Mixturen wiesen häufig Oktavrepetion auf. Charakteristisch sind auch die vielen Terzen als Soloregister und als Chor in mehrfachen Registern. Die Mixturen waren jedoch immer ohne Terzchor. Die Terz 1 3⁄5′ und die Quinte 2 2⁄3′ hatten Prinzipalmensur.
Im Hauptwerk befinden sich als 8′-Register neben Principal und Gedackt (meist Hohlpfeiff genannt) eine Gamba und gelegentlich Gemshorn und Quintatön, im Positiv meist nur Gedackt 8′ und Flaut travers 8′ (Diskant). Viele Labialregister wurden mit Seiten- oder Kastenbärten gebaut. Der 16′ des Hauptwerks war in der Regel ein Bourdon 16′ (auch Großgedackt oder Groß-Hohlpfeiff genannt). Eine Quintade 16′ wurde nicht gebaut. Als 4′ trat Flaut oder Flaut douce, gelegentlich auch Solicinal hinzu. Krummhorn und Vox humana wurden sowohl im Positiv als auch im Echowerk als solistische Zungen disponiert. Im Hauptwerk wurde neben Trompete 8′ gelegentlich das Register Vox angelica 2′ gesetzt, eine enge Trompete, die nur im Bass gebaut war. Die Zungenregister wiesen französische Kehlen auf. Grundsätzlich waren die Dispositionen sehr schematisch und in allen Orgeln sehr ähnlich.
Das Pedalwerk war in der Regel hinterständig eingerichtet und besaß oft nur drei Register (Subbass, Oktavbass und Posaune). Die Posaune 16′ wurde ganz aus Holz gebaut, ebenso die meisten anderen Pedalregister. Der Pedalumfang war sehr gering und reichte meist nur bis d0, selten bis g0 und nur ausnahmsweise noch höher. Der Manualumfang war meist C,D-c3.
Zweimanualige Orgeln verfügten über Hauptwerk und Rückpositiv. Als drittes Manual kam ein Echowerk mit vollem Manualumfang hinzu. Brustwerke wurden keine, Oberwerke nur ausnahmsweise gebaut. Ab 1740 verbreitete sich die seitenspielige Anlage und das Rückpositiv wurde oft durch ein Unterwerk verdrängt. Die Manualschiebekoppel wurde als Klötzchenkoppel, die Hauptwerk-Pedalkoppel als Windkoppel ausgeführt. Eine Koppel vom Positiv zum Pedal gab es nie. Der Tremulant wirkte in der Regel nur auf das Positiv. Zimbelstern, Glockenspiel, Nachtigal u. ä. gehören nicht zum üblichen Registerrepertoire.
Meist standen die Orgeln einen Halbton höher. Bis um 1800 war die mitteltönige Stimmung die Norm. Die Instrumente zeichneten sich durch einen sehr kräftigen Klang aus, so dass deutlich weniger Register als in anderen Regionen ausreichten, um die Kirchenräume mit Klang zu füllen. Fast keine Orgel dieser Zeit ist in größeren Städten erhalten geblieben.
Beispiele:
Steinfeld (Balthasar König, 1727),
Karden (Johann Michael Stumm, 1728),
Altenberg (Solms) (Johann Wilhelm Schöler, 1757),
Trier-Irsch (Roman Benedikt Nollet, 1765),
Meisenheim (Johann Philipp und Johann Heinrich Stumm, 1767),
Schleiden (Christian Ludwig König, 1770),
Bobenhausen (Philipp Ernst Wegmann, 1775),
Lambrecht (Pfalz) (Johann Georg Geib, 1777),
Bad Homburg vor der Höhe (Johann Conrad Bürgy, 1787).

### Süddeutscher und österreichischer Orgeltypus der Barockzeit

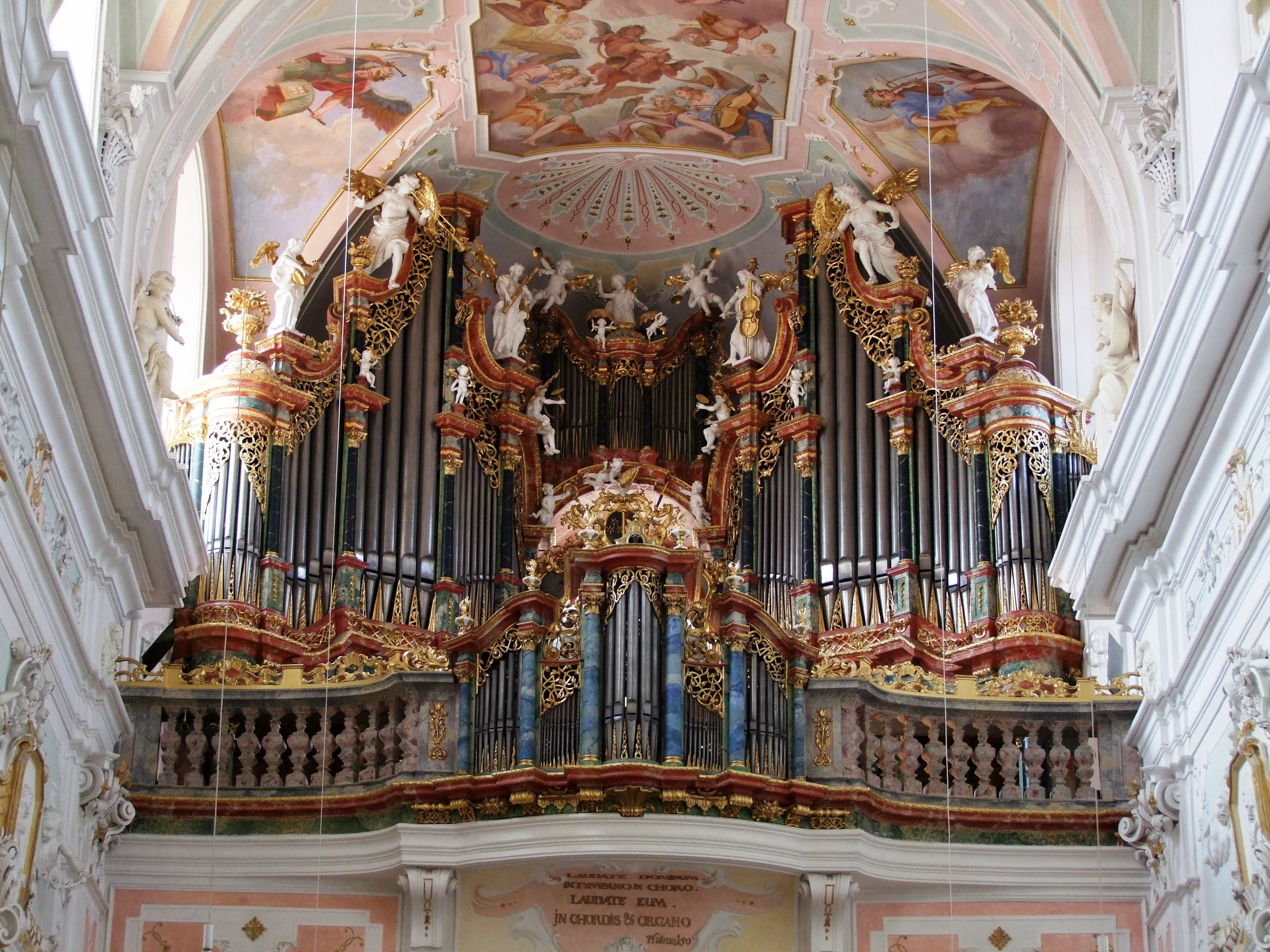
Süddeutsche Barockorgel in Ochsenhausen (Joseph Gabler, 1734)

Orgeln dieses Stils findet man in Württemberg, Oberschwaben, Franken und Bayern, in Österreich, Tschechien, Südtirol und in der östlichen Schweiz sowie in Ungarn und Rumänien. Südbaden stand ab etwa 1720 verstärkt unter elsässichem Einfluss. Unterschiede zwischen diesen vielen Orgellandschaften erweisen sich in Einzelheiten der Prospektgestaltung, der Vorliebe für bestimmte Register, dem Vorhandensein oder Fehlen von Rückpositiven oder der Gestaltung von speziellen Farbwerken.
Typisch für diesen Orgeltypus war die große Palette an Grundstimmen, selbst bei sehr kleinen Instrumenten gab es eine Vielfalt an 8-Registern. Zungenstimmen waren dagegen deutlich reduziert. Das Hauptwerk besaß einen vollständig ausgebauten Prinzipalchor gelegentlich mit doppelter Prinzipalbesetzung in der 8′-Lage in Form eines Registers aus Zinn und eines weiteren aus Holz (Portun). Schon früh fanden sich eng mensurierte Register, wie Gamba oder Salicional. Gerne wurden schwebende Register eingebaut. Terzmixturen waren bis gegen 1720 ungebräuchlich und kamen danach nur bei einzelnen Orgelbauern (vor allem in Oberschwaben) vor. Einzelterzen waren sehr selten, häufiger baute man gemischte Farbregister wie Cornettino oder Hörndl. In der Regel waren die Instrumente einmanualig, meist mit angehängtem Pedal, zweimanualige gab es fast nur in größeren Pfarrkirchen und in Klosterkirchen, wo es gelegentlich auch dreimanualige und ausnahmsweise viermanualige Instrumente gab. Dabei waren die Manualwerke oft dynamisch abgestuft. Entsprechend der katholischen Liturgie dienten die Orgeln in erster Linie dem Alternatimspiel, nicht jedoch zur Gemeindebegleitung. Die vielen unterschiedlichen 8′-Register tragen dem Rechnung.
Geteilte Gehäuse und freistehende Spieltische waren ausgesprochen typische Eigenarten dieses Orgelbaustils. Gerne wurden größere Orgelteilwerke in der Emporenbrüstung positioniert. Vielfach gab es für die Zeit enorm fortschrittliche Experimente mit freistehenden Spieltischen und anderen Konstruktionen mit immensem technischem Aufwand, zum Beispiel Chororgeln mit doppelten Prospekten, Zwillingsorgeln (Evangelien- und Epistelseite), z. T. mit meterlangen gewagten unterirdischen Trakturen. Ab ca. 1720 wurden die Orgelgehäuse zunehmend als kunstvoll gestaltete Umkleidungen des Pfeifenwerks gestaltet. Ziel war häufig das Einzigartige und Unverwechselbare, manchmal einhergehend mit dem scheinbar technisch Unmöglichen.
Im Verhältnis zu norddeutschen und westdeutschen Orgeln waren die Instrumente einerseits wesentlich leiser und andererseits deutlich weicher im Klang. Typisch war das häufige Beharren an kurzen oder gebrochenen Oktaven im Bass und an geringen Pedalumfängen sowie das Festhalten an der mitteltönigen Stimmung bis nach 1800.
Eine Sonderstellung hatte Joseph Riepp inne: Er baute französische Orgeln mit einigen wenigen süddeutschen Stilelementen.
Beispiele:
Schlägl (Andreas Butz / Johann Christoph Egedacher, 1634/1708),
Klosterneuburg (Johann Georg Freundt, 1642),
Rheinau (Johann Christoph Leo, 1715),
Kloster St. Urban (Josef Bossart, 1721),
Zwettl (Johann Ignaz Egedacher, 1731),
Fürstenfeld (Johann Georg Fux, 1736),
Maihingen (Johann Martin Baumeister, 1737),
Herrenbach (Augsburg) (Georg Friedrich Schmahl, 1737),
Wien (Michaelerkirche) (Gottfried Sonnholz, 1742),
Weingarten (Joseph Gabler, 1750),
Bad Wimpfen (Johann Adam Ehrlich, 1752),
Herzogenburg (Johann Hencke, 1752),
Mediasch (Johannes Hahn, 1755),
Maria Limbach (Johann Philipp Seuffert, 1756),
Völs am Schlern (Ignaz Franz Wörle, 1760),
Ottobeuren (Karl Joseph Riepp, 1766),
Habsberg (Johann Conrad Funtsch, 1767),
Benediktbeuern (Andreas Jäger (Orgelbauer), 1770),
Maria Dreieichen (Anton Pfliegler, 1780),
Rot an der Rot (Johann Nepomuk Holzhey, 1793),
Bistritz (Johannes Prause, 1795),
Herz Jesu (Velburg); (Wilhelm Hepp, 1803).

### Klassische französische Orgel

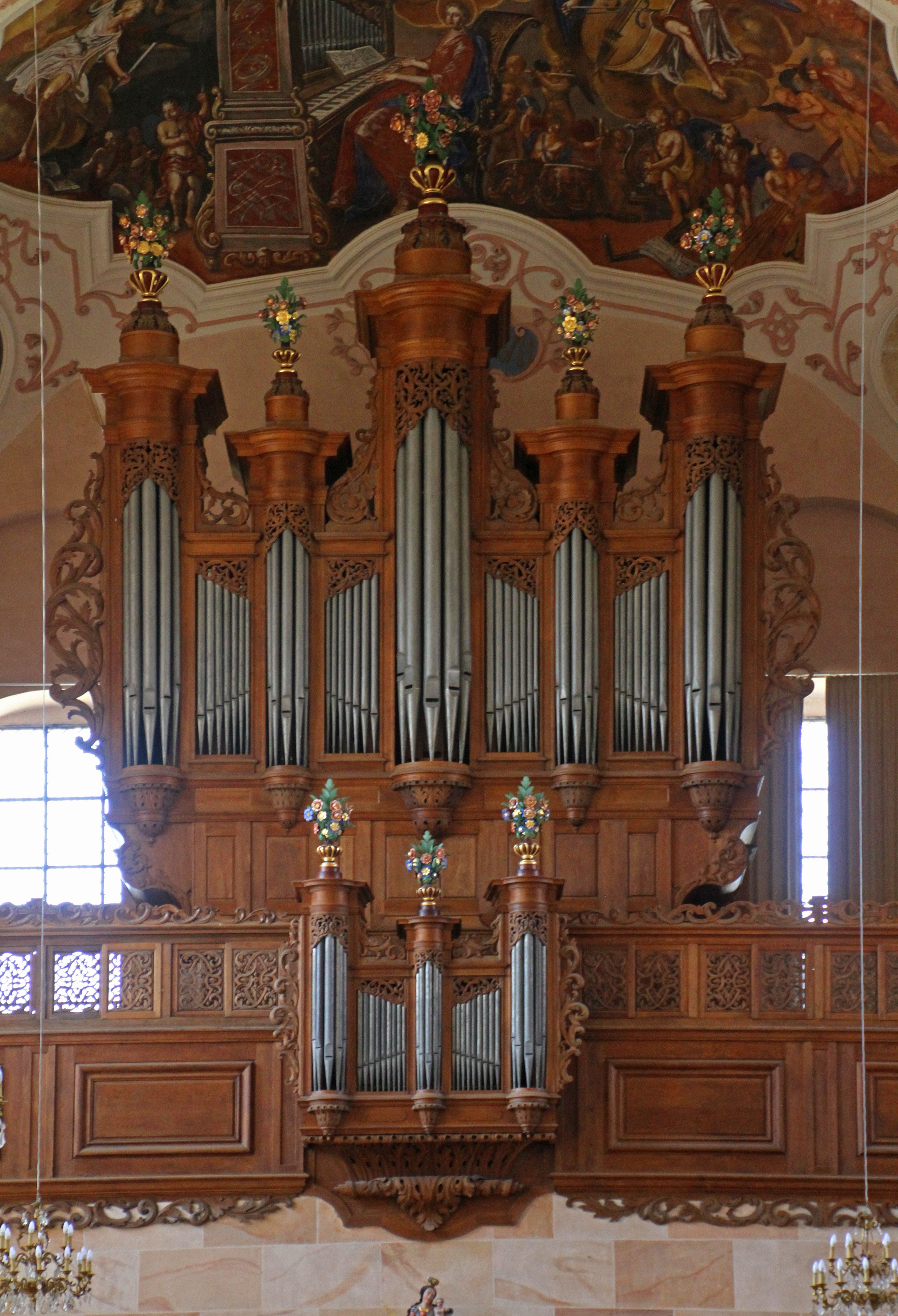
Französische Barockorgel in Ebersmünster (Andreas Silbermann, 1731)

Orgeln dieses Typus wurden auch in Belgien und ab 1710 auch in Baden und der Westschweiz gebaut.
Die Dispositionen französischer Orgeln waren in hohem Maße standardisiert. Um 1700 besaß praktisch jede Orgel folgende Disposition, von der nur in seltenen Fällen abgewichen wurde:
| I Positif (Rückpositiv) |        |
| ((Montre                | 8′))   |
| Bourdon                 | 8′     |
| Prestant                | 4′     |
| (Flûte                  | 4′)    |
| Nazard                  | 2 ⁄3′  |
| Doublette               | 2′     |
| Tierce                  | 1 3⁄5′ |
| (Larigot                | 1 ⁄3′) |
| Fourniture              |        |
| (Cymbale)               |        |
| ((Trompette             | 8′))   |
| Cromorne                | 8′     |
| ((Clairon               | 4′))   |

| II Grand-Orgue |         |
| ((Montre       | 16′))   |
| Bourdon        | 16′     |
| Montre         | 08′     |
| Bourdon        | 08′     |
| Prestant       | 04′     |
| Nazard         | 02 ⁄3′  |
| Doublette      | 02′     |
| ((Quarte       | 02′))   |
| Tierce         | 01 3⁄5′ |
| Fourniture     |         |
| Cymbale        |         |
| Cornet V       |         |
| Trompette      | 08′     |
| (Clairon       | 04′)    |
| Voix humaine   | 08′     |

| III Récit  |     |
| Cornet V   |     |
| (Trompette | 8′) |

| IV Echo  |
| Cornet V |

| Pédale    |      |
| Flûte     | 08′  |
| (Flûte    | 04′) |
| Trompette | 08′  |
| (Clairon  | 04′) |

Das Pedal hatte dabei sowohl Bass- als auch Tenorfunktion und besaß gelegentlich auch ein Ravalement, d. h., es hatte einzelne Töne der Kontraoktave (zum Beispiel ab F1). Damit kam das Pedalwerk auf bis zu 30 Töne. Die Mensuren der beiden Pedalregister waren extrem weit. Der Prinzipalchor war ebenfalls überwiegend von weiter Mensur, Fourniture und Cymbale unterschieden sich dabei nicht von der Tonhöhe, sondern lediglich von der Mensur her. Die Klangkronen waren sehr tiefliegend und wiesen ab c1 in der Regel keinen 1 1⁄3′- oder höherliegenden Chor mehr auf. Sie enthielten nur Quinten und Oktaven, waren also ohne Terz. Das Cornet war nur im Diskant (ab c1) ausgebaut, ebenso Récit und Echo, die meist bei c1 begannen, gelegentlich auch schon bei g0 oder f0. Bourdon 16′ und Bourdon 8′ waren im Diskant häufig als Rohrflöte gebaut, ebenso Flûte 4′ und Nazard 2 2⁄3′. Sehr große Orgeln besaßen im Hauptwerk öfter Nazard 5 1⁄3′ und Tierce 3 1⁄5′ sowie eine zweite Trompete. Streichende Register gab es keine.
Grand-Orgue und Récit waren oft auf einer Zwillingslade aufgestellt und mit einer sehr leichtgängigen hängenden Traktur ausgestattet. Das Echo stand im Unterbau (oft direkt hinter dem Notenpult) und besaß ebenfalls eine hängende Traktur (oft ohne Wellenbrett). Die Rückpositivtraktur war als Stechermechanik mit Wippen ausgeführt. Das Pedalwerk stand in der Regel auf Sturz links und rechts neben dem Hauptwerk und besaß keinen eigenen Prospekt. Die beiden Cornette waren hochgebänkt und unterschieden sich dahingehend, dass das Hauptwerkscornet eher für das Zungenplenum und das Cornet de Récit als solistisches Register gedacht war. Die Instrumente besaßen lediglich eine Manualschiebekoppel vom Rückpositiv zum Hauptwerk und keine Pedalkoppeln. Ein Tremblant doux (Kanaltremulant) und ein sehr starker Tremblant fort (mit Windauslass) wirkten auf die ganze Orgel.
Im 18. Jahrhundert wurde das Dispositionsschema im Positiv um Flûte allemande 8′ ab c1 (eine überblasende Flöte), im Récit um Hautbois 8′ und im Pedal um Flûte (oder seltener Bourdon) 16′ und Bombarde 16′ – beide von sehr weiter Mensur – ergänzt. Das Pedal wurde dann meist hinterständig gebaut. Gelegentlich wurde Montre oder Bourdon 32′ im Manual disponiert, aber nie im Pedal. Ab 1730 tauchte das Register Bombarde 16′ mit einer eigenen Klaviatur auf und wurde vom dritten Manual aus angespielt. Die Orgeln konnten ab dieser Zeit fünfmanualig sein.
Die Vereinheitlichung der Disposition führte zur Komposition von Orgelstücken für bestimmte Registrierungen. Trompette, Cornet, Cromorne und Voix humaine waren dabei klassische Solostimmen.
- Plein Jeu: Der vollständige Prinzipalchor auf 16′-Basis mit Mixturen und meist angekoppeltem Rückpositiv;[76]
- Plein Chant en Taille: Ein Plein jeu mit der Pedaltrompete (als Mittelstimme) im Tenor, die einen Cantus firmus spielte;[77]
- Grand Jeu: Ein Zungenplenum mit Cornet, aber immer ohne Pedal, das oft mit Echoeffekten im Wechsel der vier Manualwerke gestaltet wurde;[78]
- Jeu de Tierce: Bourdon, Prestant, Nazard, Doublette und Tierce, begleitet von Bourdon und eventuell Prestant;
- Basse et Dessus de Trompette/Basse de Cromorne: Eine Melodie der Trompete bzw. des Cromorne im Bass, meist im Wechsel mit Diskantabschnitten, die dann häufig mit dem Cornet gespielt und von Bourdon und Prestant begleitet wurden;[79]
- Récit de Tierce/Cromorne en Taille: Eine Melodie in Tenorlage, mit Flûte 8′ im Pedal als Bassstimme und leisen Begleitregistern (Montre 8′ oder Bourdon 8′, eventuell auch Bourdon 16′).[80]

Grundsätzlich wurden im Pedal nie Trompette und Flûte gemeinsam gezogen. Ebenso wenig registrierte man Principal- und Trompetenchor gemeinsam.
Orgeln gab es in Frankreich nur in den Klosterkirchen, einzelnen großen Stadtkirchen und in den Bischofskirchen (Kathedralen), aber nicht in den Dörfern. Die Orgeln waren – vor allem im Grand Jeu – sehr laut und dienten – der katholischen Liturgie entsprechend – nur zur Alternatimspraxis, nicht jedoch zur Begleitung eines Gemeindegesanges. In der Regel waren die Instrumente im Opernthon – also einen Ganzton tiefer als heutige Orgeln gestimmt. Bis ins 19. Jahrhundert war die mitteltönige Stimmung verbreitet.
Beispiele:
Saint-Martin-de-Boscherville (Guillaume Lesselier, 1623),
Saint-Antoine-l’Abbaye (Jean-Laurent Astruc/Jéemie Carlin, 1625/1639),
Rodez (Jean de Joyeuse, 1676),
St-Gervais und St-Protais (Paris) (François Thierry / François-Henri Clicquot, 1680/1768),
Seurre (Julien Tribuot, 1699),
Ribeauvillé (Friedrich Ring/Claude Legros, 1702),
Marmoutier (Andreas Silbermann, 1709),
Versailles (Robert Clicquot, 1710),
Saint-Michel (Aisne) (Jean Boizard, 1714),
Mouzon (Christophe Moucherel, 1725),
Houdan (Louis-Alexandre Clicquot, 1739),
Dijon (Karl Joseph Riepp, 1740),
Caudebec-en-Caux (Jean-Baptiste und Louis Lefebvre, 1740),
Bordeaux (Dom Bedos, 1748),
Arlesheim (Johann Andreas Silbermann, 1761),
Wissembourg (François Louis Dubois, 1766),
St-Avold (Barthélemy Chevreux, 1770),
Saint-Maximin-la-Sainte-Baume (Jean Esprit Isnard, 1774),
Auxonne (François Callinet, 1790),
Poitiers (François-Henri Clicquot, 1791).
Klangbeispiel: jeu de tierceⓘ

### Italienische Orgel seit der Renaissance

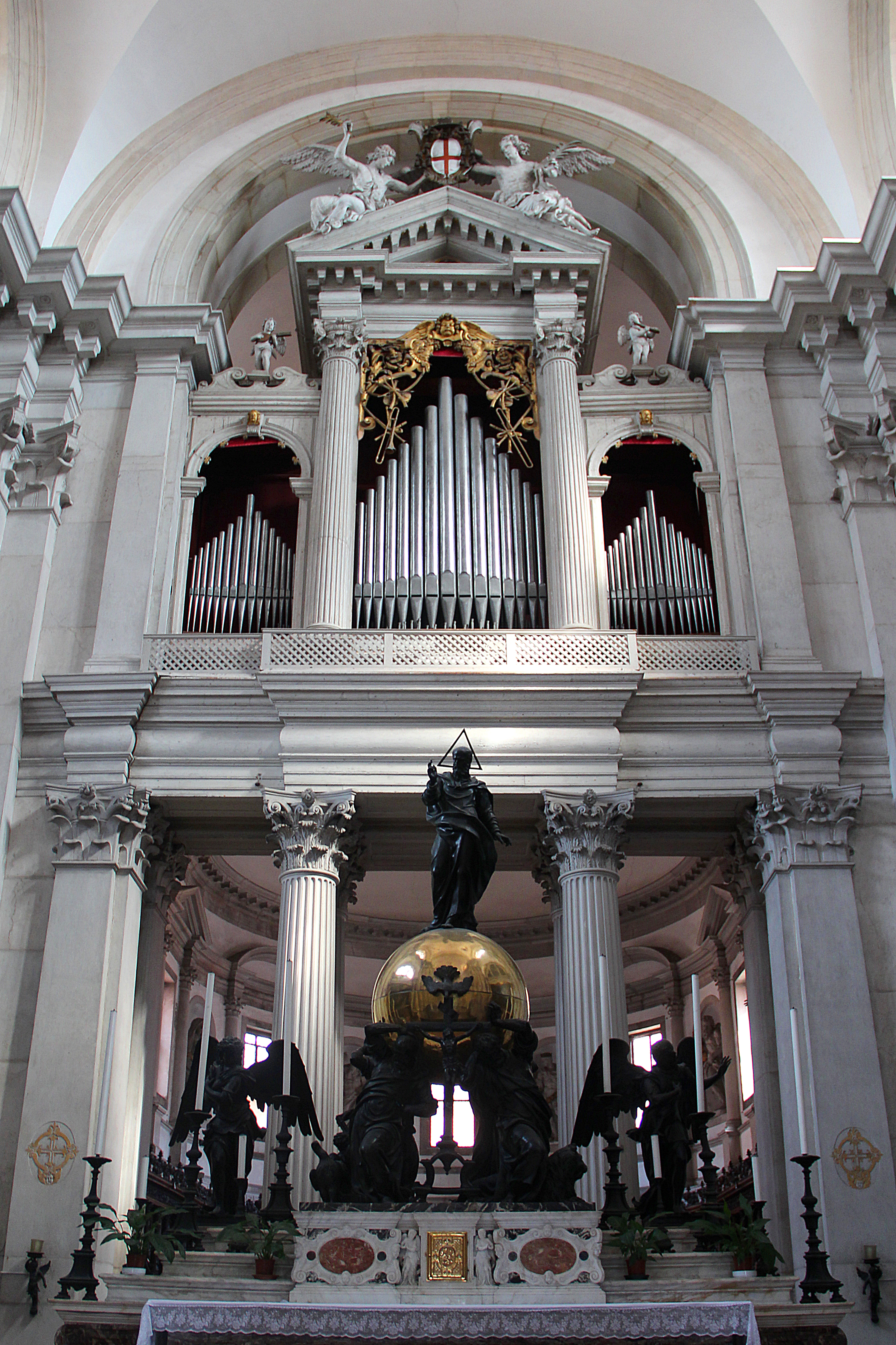
Italienische Barockorgel der Basilika San Giorgio Maggiore in Venedig (Pietro Nacchini, 1750)

Der italienische Orgelbau war sehr konservativ. Bis Ende des 19. Jahrhunderts hatte der schon aus der Renaissance stammende Orgeltypus unverändert Gültigkeit. Bis auf wenige Ausnahmen besaßen italienische Orgeln lediglich ein Manual; das Pedal hatte nur 12 bis 17 Tasten und war meist angehängt oder besaß allenfalls einen gedackten 16′ als eigene Stimme. Italienische Orgeln verfügten über eine Vielzahl von Prinzipalregistern aller Fußlagen vom 8′ als Fundament bis über die 2′-Lage hinaus, Der Grundprinzipal, 'Principale genannt, erklang immer als 8′-Register und war oft in Bass und Diskant geteilt. Die Teilung war nicht einheitlich, lag jedoch meist zwischen c1 und cis1. Mehrchörige Klangkronen waren unüblich, stattdessen waren Oktaven und Quinten bis in die höchsten Lagen vorhanden, die zusammen mit den Prinzipalen das Ripieno (Plenum) ergaben. Prinzipalregister in 1′-, 1⁄2′-, 1⁄4′- oder gar 1⁄8′-Lage repetierten immer beim Erreichen des klingenden Tons c5. Neben den Prinzipalen kamen nur wenige weitere Register vor. Voce umana oder Fiffaro waren sehr stark schwebende Diskant-Schwebungen zum Prinzipal 8′, daneben gab es nur noch Flötenregister (Flauti in VIIIa, in XIIa, in XVa). Terzhaltige Register, Trompeten (Tromba) und andere Zungenregister oder Streicherstimmen kamen sehr selten vor. Fußtonbezeichnungen wurden im italienischen Orgelbau nicht verwendet. Stattdessen bezeichnete man den Abstand der Registers zur ersten Taste des Prinzipal 8′ mit Zahlen. Ottava (VIII) ist dementsprechend 4′, Duodecima (XII) 2 2⁄3′, Decimaquinta (XV) 2′, Decimanona (IXX) 1 1⁄3′, Vigesima seconda (XXII) 1′. Die Pfeifen des Ripienos wurden ab dem 2′ einheitlich mensuriert. Die Zahl der zum Ripieno gebauten Reihen war verschieden und hing von der Größe der Orgel ab. Kleine Orgeln begnügten sich mit dem Aufbau bis zum 1 1⁄3′, die größten Instrumente besaßen Reihen bis zum 1⁄4′, oder noch höher.
Der normale Klaviaturumfang lag bei C bis c3 mit kurzer großer Oktave, also 45 Tasten. Größere Orgeln hatten einen größeren Klaviaturumfang, indem man die Klaviatur zur Tiefe um eine Oktave erweiterte, also bei C1 – klingend also 16′ – begann. Dies brachte eine erhebliche Bereicherung der Spielmöglichkeiten mit sich. Die Pfeifen bestanden überwiegend aus dickwandigem Blei. Der Winddruck war sehr niedrig.
Bereits im Laufe des 16. Jahrhunderts hatte sich ein Grundmuster der italienischen Orgelprospektgestaltung gebildet, das bis weit ins 19. Jahrhundert gültig blieb. Grundsätzlich waren flache Fassadenprospekte typisch. Die Prospektpfeifen standen alle in einer Linie in wenigen, nach oben meist mit einem Rundbogen abgeschlossenen Pfeifenfeldern. Der innere technische Aufbau der Orgel hatte auf die Gestaltung des Gehäuses kaum Einfluss, da die meisten Instrumente nur ein Manualwerk besaßen. Häufig standen die Instrumente im Chorraum beiderseits des Altars, und zwar vom Kirchenschiff aus gesehen links die Epistelorgel und rechts die Evangelienorgel. Der katholischen Liturgie entsprechend dienten sie nur zur Alternatimspraxis.
Beispiele:
Brescia (Tomaso Meiarini und Graziadio Antegnati (III), 1633),
Ferrara (Giovanni Fedrigotti, 1657),
Pistoia (Willem Hermans, 1664),
Venedig (Santa Maria Gloriosa dei Frari) (Giovanni Battista Piaggia, 1732 und Gaetano Callido, 1796),
Venedig (San Rocco) (Pietro Nacchini, 1742),
Venedig (San Giorgio Maggiore) (Pietro Nacchini / Francesco Dacci 1750/1758),
Venedig (San Sebastiano) (Nicolò Moscatelli, 1763),
Bergamo (Giuseppe Serassi, 1781),
Venedig (Santa Maria della Salute) (Francesco Dacci, 1783).

### Orgelbau auf der iberischen Halbinsel im 18. Jahrhundert

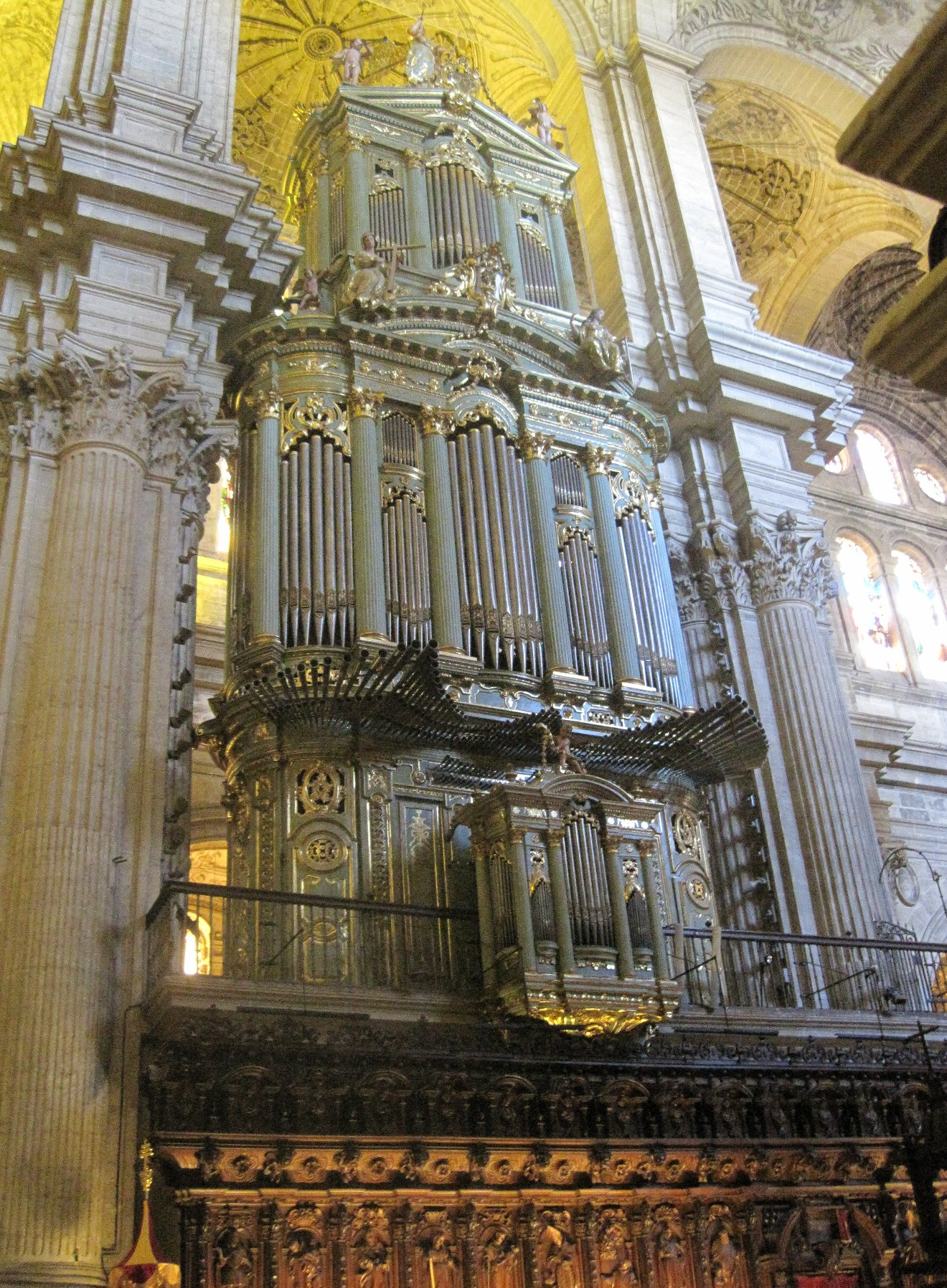
Spanische Barockorgel in Málaga (Julián de la Orden, 1783)

In Spanien und Portugal war die Aufteilung der Orgel in verschiedene Werke typisch: Organo mayor (Hauptwerk), cadereta exterior (Rückpositiv), cadereta interior, ein inneres Positiv im Echokasten (kein Schwellwerk im eigentlichen Sinn), das für dynamische Effekte einzelner Register (Echokornett, Echotrompete) vom Spieltisch aus bewegliche Türen besaß, und Trompetería (Horizontalzungenbatterie) – auch Lengüetería genannt. Brustwerke gab es im spanischen Orgelbau keine, stattdessen findet man oft ein Unterwerk unter der Spielanlage. Aufgrund der seitlichen Aufstellung vieler Orgeln links und rechts im von Chorschranken umgebenen Chorraum, der sich vor der Vierung befindet, gab es an manchen Instrumenten auch Hinterwerke mit eigenem Prospekt, die ins Seitenschiff absprachen. Gelegentlich wurde in diese Rückfassade noch ein zweites Rückpositiv eingebaut. Die einzelnen Werke wurden über Sperrventile angeschaltet. Der Spielschrank war immer eingebaut, freistehende Spieltisch-Anlagen finden sich nicht. Auch bei bis zu fünf Werken wurden nie mehr als 3 Manuale gebaut.
Die Registerzüge wurden nach Bass und Diskant auf die linke und rechte Seite neben der Klaviatur verteilt. Manualkoppeln gab es nur selten, Pedalkoppeln wurden keine gebaut, Oft war das Pedal angehängt oder verfügte nur über wenige Register in 16′- und 8′-Lage, vereinzelt auch in 32′-Lage und hatte in der Regel nur den Umfang einer Oktave. Die Pedaltasten waren oft als Knöpfe geformt und eigneten sich nur zur Ausführung eines Orgelpunkts, also einzelner langgehaltener Töne. Üblich waren Schleifladen mit chromatischer Aufstellung, häufig mit kurzer großer Oktave. Typisch ist die Teilung in Bass und Diskant einheitlich zwischen c1 und cis1, was eine große Anzahl an Registerzügen zur Folge hatte. Häufig gab es auch halbe Register (Bass- oder Diskantregister). Die standardisierte Bass- und Diskant-Teilung führte zur Komposition von speziellen Orgelstücken (Tiento de medio registro). Neben den horizontalen gab es auch viele vertikale Zungenregister, so dass im Hauptwerk mehrere unterschiedliche Trompeten und kurzbechrige Zungenregister (zum Beispiel Orlos) zu finden waren. Repetierende Mixturen enthielten oft eine Terz.
Aufgrund der Raumnot, welche die Aufstellung zwischen Hauptschiff und Seitenschiff und zwischen zwei Pfeilern mit sich brachte, waren die Windladen extrem klein gefertigt und hatten oft sehr kurze Trakturen, wodurch die Ventile nahe der Klaviatur lagen. Hängende oder mit Stechern operierende oder mit einfachen Wippen ausgestattete Trakturen sicherten leichte Spielbarkeit. In vielen Fällen gab es keine Wellenbretter. Für die ausreichende Windversorgung sorgten lange Ventile Die großen und nicht mehr auf dem geringen Platz der Lade selbst unterzubringenden Pfeifen wurden abgeführt.
Oft hatten einzelne Werke sehr viele Register; so stehen beispielsweise auf einer kleinen Windlade von 1,9 m × 1,4 m in Salamanca 21 Register, von denen sieben in den Prospekt abkonduktiert sind – d. h. den Wind über dünne Holz- oder Metallröhren („Kondukten“) zugeführt bekommen. Auch beim Pedal waren die Trakturen oft nur wenige Zentimeter lang, während die Pfeifen über bis zu 10 m lange Kondukten versorgt wurden.
Der katholischen Liturgie entsprechend dienten die Orgeln nur zur Alternatimspraxis, nicht jedoch zur Begleitung eines Gemeindesgesanges.
Beispiele:
Salamanca (Pedro de Liborno Echevarría, 1744),
Granada (Fernández Dávila, 1749),
Toledo (Pedro de Liborno Echevarría, 1758),
Santanyí (Jordi Bosch, 1765).
Klangbeispiel: trompeteríaⓘ
Klangbeispiel einer spanischen Barockorgel mit mitteltöniger Stimmung (1765)ⓘ

### Orgelbau in England im 18. Jahrhundert

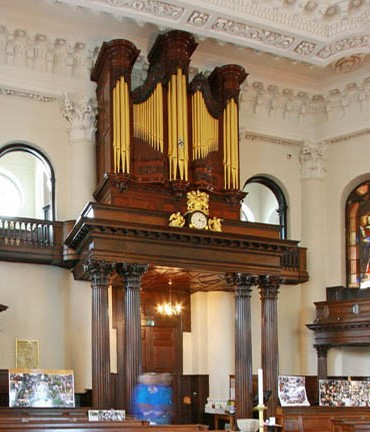
Englische Barockorgel in London-West End St. Paul (Richard Bridge, 1730)

In England war aufgrund der puritanisch-calvinistischen Glaubensvorstellung bis 1660 die Benutzung der Orgel im Gottesdienst verboten. Danach begann der Orgelbau praktisch von einem Nullpunkt aus und wurde hauptsächlich von Einwanderern geleistet: u. a. Bernhard Schmid (genannt Father Smith) und Christopher Schrider aus Deutschland, Renatus Harris aus Frankreich und Johannes Snetzler aus der Schweiz. So kamen unterschiedliche Stilelemente in den Orgelbau:
- Windladen und Trakturführung sowie die Sesquialtera aus Deutschland;
- nordfranzösische Gehäusetypen und Register wie das Cornet und die Zungenregister, zum Beispiel Cremona (verballhornt aus frz. Cromorne);
- italienische Zählweise statt der sonst üblichen Fußtonbezeichnungen: Twelfth (2 2⁄3′) und Fifteenth (2′);
- häufige Bass- und Diskantteilung und Schwellkästen wie es sie schon in Spanien gab.

Neben dem Prinzipalchor (Open diapason oder Principal) gab es nur wenige Register anderer Bauart: Stopped diapason (Gedackt), manchmal auch Flute, Sesquialtera und ein oder zwei Zungenregister. Der Manualumfang reichte normalerweise von G1 bis d3, ein Pedal war bis 1720 praktisch unbekannt, danach kamen angehängte Pedale auf. Erst ab 1790 gab es eigene Pedalregister – jedoch bis etwa 1820 nur als 8′. 1712 wurde erstmals ein Schwellwerk gebaut. Danach wurden die meisten Echowerke in Schwellwerke umgewandelt. Eine Besonderheit englischer Orgeln ist die Aufstellung auf einem Lettner – so einer vorhanden war. Bis in die Gegenwart wurde an diesem akustisch denkbar günstigsten Standort für die Orgel festgehalten.
Fast keine englische Orgel der Barockzeit ist unverändert erhalten. Ständig wurden Instrumente von einem Ort zum nächsten verbracht, wurden Werk und Gehäuse voneinander getrennt, alte Werke mit neuem Gehäuse versehen, einzelne Register in andere Orgeln eingebaut. Der Bestrebung ältere Kirchenräume in einen „rein gotischen“ Stil zurückzuversetzen fielen viele barocke Orgelgehäuse zum Opfer.
Beispiele:
Adlington (anonym, 1693),
Aldgate (Renatus Harris, 1704),
Finedon (Christopher Schrider, 1717),
Southhall (Abraham Jordan, 1723),
Spitalfields (Richard Bridge, 1735),
Hillington (Johannes Snetzler, 1756).

## Romantik
Nachdem die Orgel in der Zeit der frühen Klassik an Aufmerksamkeit verlor (bekannte Komponisten der Klassik wie Mozart und Beethoven haben äußerst wenig für Orgel komponiert) und als Folge der Säkularisation – vor allem in Süddeutschland – kaum noch Orgeln gebaut wurden, entstand mit der romantischen Orgel ein neues, vollkommen anderes, orchestrales Klangideal, das nach und nach zu einer Art Globalisierung im Orgelbau führte. In viel stärkerem Maße als bei der Barockorgel ist hier die 8′-Lage, im Pedalwerk auch die 16′-Lage, mehrfach mit verschiedenen, Orchesterinstrumente nachahmenden Stimmen besetzt, die höheren Lagen treten dafür deutlich zurück: Terzen verschwinden ganz, andere Aliquoten werden kaum noch disponiert, so zum Beispiel in Stralsund (Buchholz, 1841) oder in Geisenheim (Stumm, 1842). Im Vordergrund stand das Ideal der „Vermischung“ – die Orgel sollte wie ein Orchester klingen, es sollten keine Brüche im Klang mehr erkennbar sein. Daher wurden gehäuft Streicher und überblasende Flöten verwendet. Streicherstimmen sind sehr eng mensurierte Pfeifen, in deren Obertonspektrum der zweite Teilton (die Oktave) vorherrscht. Überblasende Flöten sind weit mensurierte offene Lippenpfeifen, die doppelt so lang sind wie normale offene Pfeifen derselben Tonhöhe. Ihr Klang ist besonders füllig.
Die Epoche von 1830 bis 1920 war im Orgelbau eine Phase technischer Innovationen und Weiterentwicklungen. Nun strebten neben den Städten und Klöstern überall auch die Dorfkirchengemeinden nach einer Orgel, was einerseits zu einem regelrechten Orgelbauboom führte, andererseits Großbetriebe hervorbrachte. Manche Orgelbauwerkstatt nannte sich nun Orgel-Fabrik mit der Ergänzung mit Dampfbetrieb oder mit Maschinenbetrieb. Die Produktivität im Orgelbaugewerbe konnte vor allem auch durch Arbeitsteilung und Spezialisierung gesteigert werden. Gegen Ende des 19. Jahrhunderts gab es in Deutschland fast keine Kirche ohne eine Orgel mehr.
Zu den größten Meistern des romantischen Orgelbaus zählen der Franzose Aristide Cavaillé-Coll, sein deutsch-belgischer Konkurrent Merklin & Schütze sowie die Orgelbauer und Orgelbaufirmen Eberhard Friedrich Walcker, Friedrich Ladegast, Wilhelm Sauer, Henry Willis, Steinmeyer, Gebr. Link, P. Furtwängler & Hammer, Harrison & Harrison, Norman & Beard, Fa. Weigle, Matthäus Mauracher, Rieger und viele andere.
In Deutschland vollzog sich die Entwicklung des romantischen Orgelbaus in drei Phasen.
- Klangbeispiel einer barocken Orgel (Bader, II/25, um 1750)ⓘ/?
- Klangbeispiel einer romantischen Orgel (Rensch, III/28, historisch orientierter Nachbau von 1992)ⓘ/?

Es handelt sich bei dem Beispiel um den Beginn der ersten Sonate d-Moll op. 11 von August Gottfried Ritter (1811–1885).

### Frühromantischer Orgelbau in Deutschland (1830–1860)

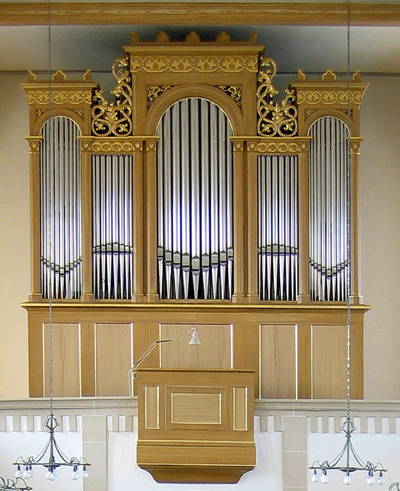
Frühromantische Orgel in Hoffenheim (Eberhard Friedrich Walcker, 1846)

Das Nebenmanual wurde meist als Hinterwerk oder Seitenwerk ohne eigenen Prospekt gebaut, Brustwerke und Rückpositive kamen nicht mehr zur Anwendung. Für den Gehäusebau wurden Rundbögen und „küchenschrankähnliche Verkleidungen“ typisch, so zum Beispiel in Mimbach (Walcker, 1860). Der Manualumfang wurde in der Regel bis f3 erweitert, der Pedalumfang blieb hingegen oft auf anderthalb Oktaven (bis f° oder g°) beschränkt. Die bis dahin gebräuchliche mitteltönige Stimmung und die wohltemperierten Stimmungen wurden endgültig durch die gleichschwebende Stimmung abgelöst. Vermehrt wurden durchschlagende Zungen gebaut.
Beispiele:
Mainz (Bernhard Dreymann, 1838),
Geisenheim (Franz Heinrich und Carl Stumm, 1842),
Schramberg (Eberhard Friedrich Walcker, 1844),
Belgern (Johann Gottlob Mende, 1844),
Altenhagen (Philipp Furtwängler, 1844),
Pelplin (Carl August Buchholz, 1845),
Papstdorf (Wilhelm Leberecht Herbrig, 1845),
Gierstädt (Friedrich Knauf, 1846),
Schönberg (Friedrich Wilhelm Winzer, 1847),
Erpolzheim (Carl Wagner, 1849),
Wollershausen (Johann Andreas Engelhardt, 1851),
Hohenleuben (Christoph Opitz, 1852),
Halver (Ibach, 1856),
Esens (Arnold Rohlfs, 1860),
Luppa (Urban Kreutzbach, 1863).

### Hochromantischer Orgelbau in Deutschland (1860–1890)

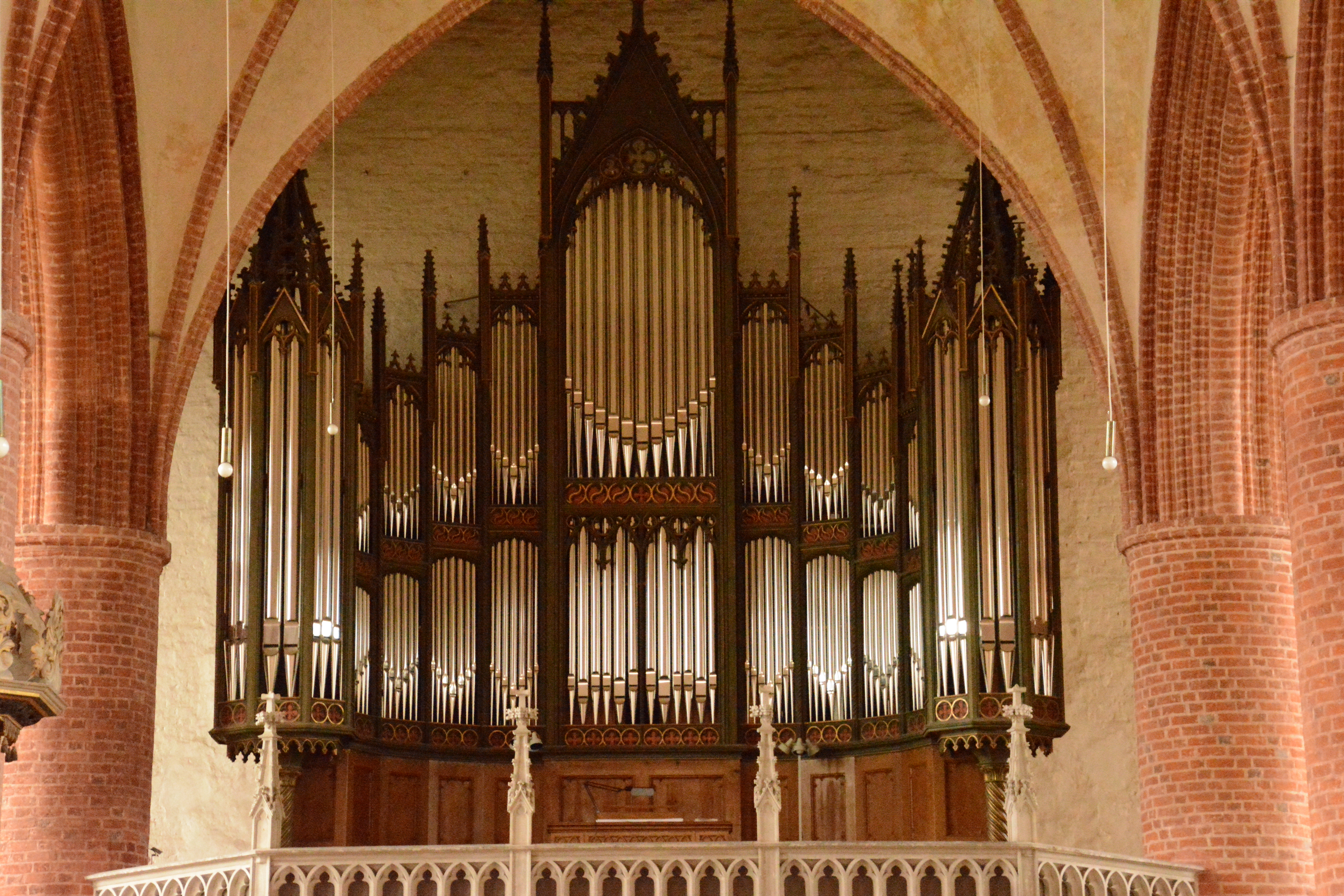
Hochromantische Orgel in Seehausen (Friedrich Hermann Lütkemüller, 1867)

Wichtigstes Kennzeichen dieser zweiten Phase des Orgelbaus in Deutschland war ab etwa 1860 die Verdrängung der Schleiflade durch die Kegellade. Es begann nun eine Experten-Ära, in der überwiegend Orgelsachverständige den Kurs des Orgelbaus bestimmten. Die Orgelbauer, die keine Kegelladen bauten und sich nicht dem Diktat der Sachverständigen beugten, erhielten nach und nach keine Aufträge mehr. In den 1870er Jahren hatten sich alle größeren Werkstätten auf Kegelladen umgestellt.
Das Hauptwerk bekam nun deutlich mehr Kraft, vor allem durch die Terzmixturen, die sich allmählich durchsetzten, die Nebenmanuale traten dagegen deutlich zurück: Hier verschwanden mehr und mehr die Zungenstimmen. Systematisch wurden nun Kernstiche zur Verbesserung der Intonation angebracht. Freistehende Spieltisch wurden nun zum Standard, die oft feste Kombinationen als Tritte oder Züge und – besonders in größeren Orgeln – erste Crescendovorrichtungen erhielten.
Neben den Modernismus trat jedoch auch Traditionalismus. Dieser erstreckte sich oft auch auf den ästhetischen Bereich und die Klangstilistik. So konnte sich der Typus der seitenspieligen Dorforgel noch bis ins letzte Drittel des Jahrhunderts halten.
Beispiele:
Greifswald (Friedrich Albert Mehmel, 1866),
Dahlen (Carl Eduard Jehmlich, 1866),
Marbach am Neckar (Louis Voit, 1868),
Güstrow (Friedrich Hermann Lütkemüller, 1868),
Schwerin (Friedrich Ladegast, 1871),
Königsee (J. F. Schulzes Söhne, 1871),
St. Ingbert (Gustav Schlimbach, 1874),
Sandesneben (Philipp Furtwängler & Söhne, 1876),
Ringleben (Julius Strobel, 1876),
Bützow (Friedrich Friese III, 1877),
Leutenheim (Stiehr und Mockers, 1877),
Wien (Votivkirche) (E. F. Walcker & Cie., 1878),
Bernshausen (Louis Krell, 1879),
Schwäbisch Gmünd (Carl Gottlob Weigle, 1880),
Köthen (Wilhelm Rühlmann, 1881),
Wallerfangen (Dalstein-Hærpfer, 1883),
Nennig (Heinrich Wilhelm Breidenfeld, 1884),
Lilienthal (Johann Hinrich Röver, 1884),
Kirchdorf bei Haag i. OB, (Franz Borgias Maerz, 1884),
Liepāja/Libau (Barnim Grüneberg, 1885),
Hof (Georg Friedrich Steinmeyer, 1885),
Werschweiler (Gebrüder Oberlinger, 1886),
Kuchenheim (Franz Joseph Schorn, 1895).

### Spätromantischer Orgelbau in Deutschland (1890–1920)

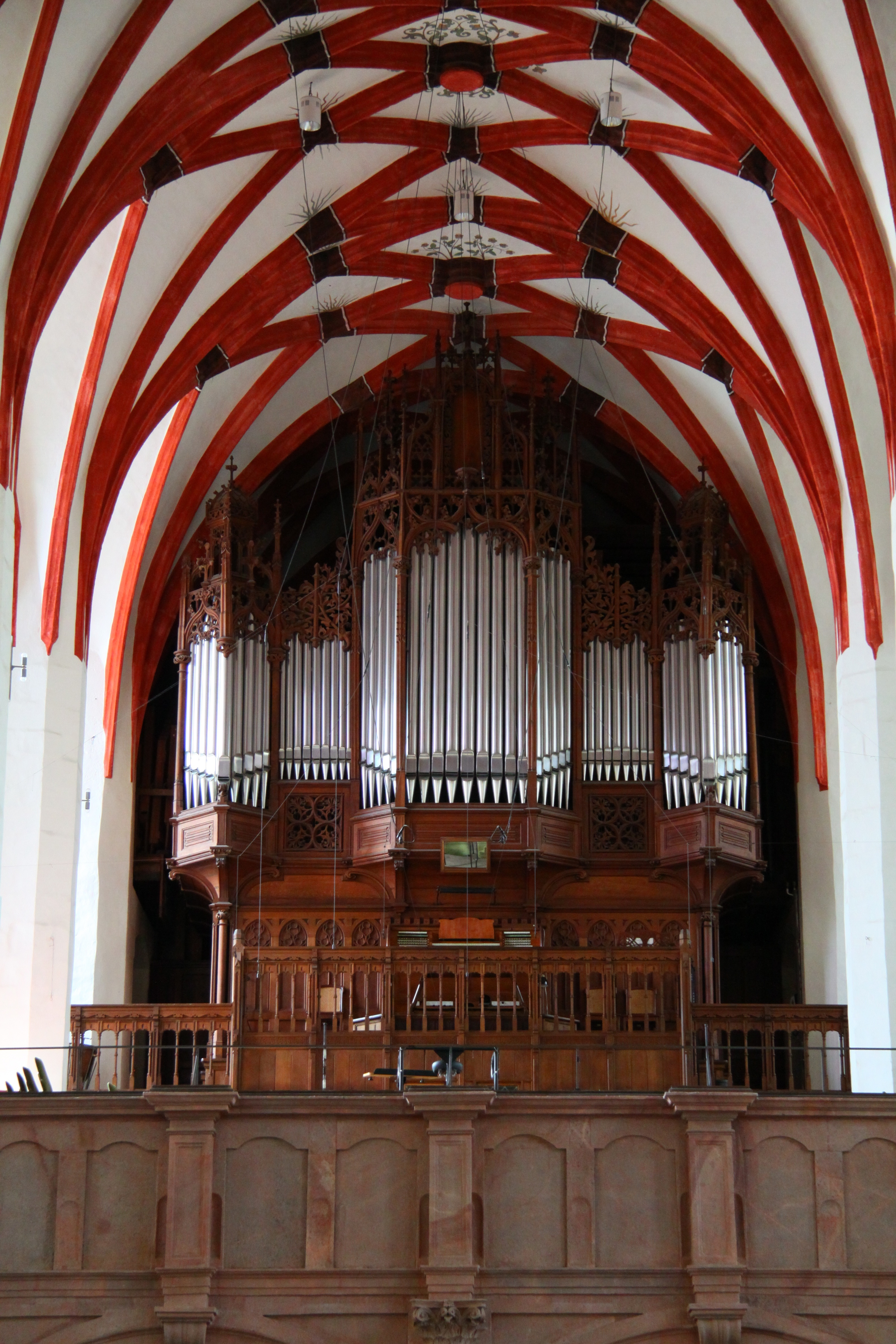
Spätromantische Orgel in der Thomaskirche in Leipzig (Wilhelm Sauer, 1899)

Mit der Einführung der pneumatischen Traktur um 1890 begann in Deutschland die spätromantische Phase des Orgelbaus. Die Pneumatik brachte einige neue technische Möglichkeiten mit sich: So konnten durch freie Kombinationen erstmals Klangverbindungen vorprogrammiert werden. Sub- und Superoktavkoppeln
schufen weitere Möglichkeiten. Viele Orgeln verfügten nun über eine Crescendowalze, die es ermöglichte, mittels einer mit dem Fuß zu bedienenden Walze oder eines Balanciertritts nach und nach alle Register der Orgel zuzuschalten, ohne die entsprechenden Registerknöpfe einzeln von Hand bedienen zu müssen. Um Kosten zu sparen, verwendeten viele Orgelbauer vermehrt vorgefertigte Teile (Pfeifen, Trakturteile, Spieltische) von Zulieferfirmen.
Bereits 1833 hatte Walcker in der Frankfurter Paulskirche das erste Schwellwerk errichtet. Dabei befindet sich ein Teil der Pfeifen innerhalb oder hinter dem Hauptgehäuse in einem Kasten mit jalousieartigen Schwelltüren, die mittels eines Fußtrittes am Spieltisch geöffnet oder geschlossen werden können. Dies macht eine stufenlose Veränderung der Dynamik möglich. Das Prinzip wurde schon 1838 von Cavaillé-Coll aufgegriffen und dann in Frankreich auch in kleineren Orgeln zum Standard. In Deutschland blieben Schwellwerke bis 1890 eher die Ausnahme und konnten sich erst mit der Röhrenpneumatik durchsetzen. Ab 1910 wurden Schwellwerke dann auch in kleineren Orgeln gebaut.
In jedem Werk wurden jetzt sehr viele Register in der 8′-Lage (Äquallage) disponiert, darunter häufig Streicher. Im zweiten Manual tauchten meist Register ähnlicher Bauart in einem leiseren Typus auf. Dies diente zur Schattierung und zur Abstufung der Lautstärke. Streicher wurden nun auch als Schwebung gebaut, Vox coelestis („himmlische Stimme“) genannt, bei der bewusst zwei leise Pfeifenreihen leicht gegeneinander verstimmt werden, wodurch ein schwebender Ton entsteht. Diese Praxis war in Deutschland um 1900 sehr beliebt. In kleineren Orgeln erhielt das zweite Manual häufig neben vier bis fünf 8′-Registern nur ein 4′-Register und keine weitere Stimme, wie zum Beispiel in Biesingen (Steinmeyer, 1913, ohne Schwellwerk). In größeren Orgeln wurden gelegentlich Hochdruckregister wie Stentorgambe oder Seraphonflöte gebaut.
Viele Instrumente dieser Zeit – vor allem in den großen Kirchen in Deutschland – fielen den Bombardierungen des Zweiten Weltkriegs zum Opfer. Daher kann man Instrumente dieser Art heute eher in Dorfkirchen antreffen.
Beispiele:
Apolda (Wilhelm Sauer, 1894),
Lüneburg (P. Furtwängler & Hammer, 1899),
Sassnitz (Gebrüder Dinse, 1899),
Gera (Ernst Röver, 1903),
Nackenheim (Martin Joseph Schlimbach, 1904),
Augsburg (Dom) (Franz Borgias Maerz, 1904),
Dresden-Strehlen (Jehmlich, 1905),
Berlin-Moabit (E. F. Walcker & Cie., 1906),
Mannheim (Lutherkirche) (H. Voit & Söhne, 1906),
Giengen (Gebr. Link, 1906),
Straßburg (Erlöserkirche) (Dalstein-Hærpfer, 1907),
Namborn (Orgelbau Christian Gerhardt & Söhne, 1910),
Bonn (St. Elisabeth) (Johannes Klais, 1911),
Hedingen (Gebr. Späth Orgelbau, 1911),
Hattingen (Georg Stahlhuth, 1913),
Biesingen (G. F. Steinmeyer & Co., 1913),
Übersee (Willibald Siemann, 1914),
Dortmund (Paul Faust, 1914).

### Symphonische Orgel in Frankreich

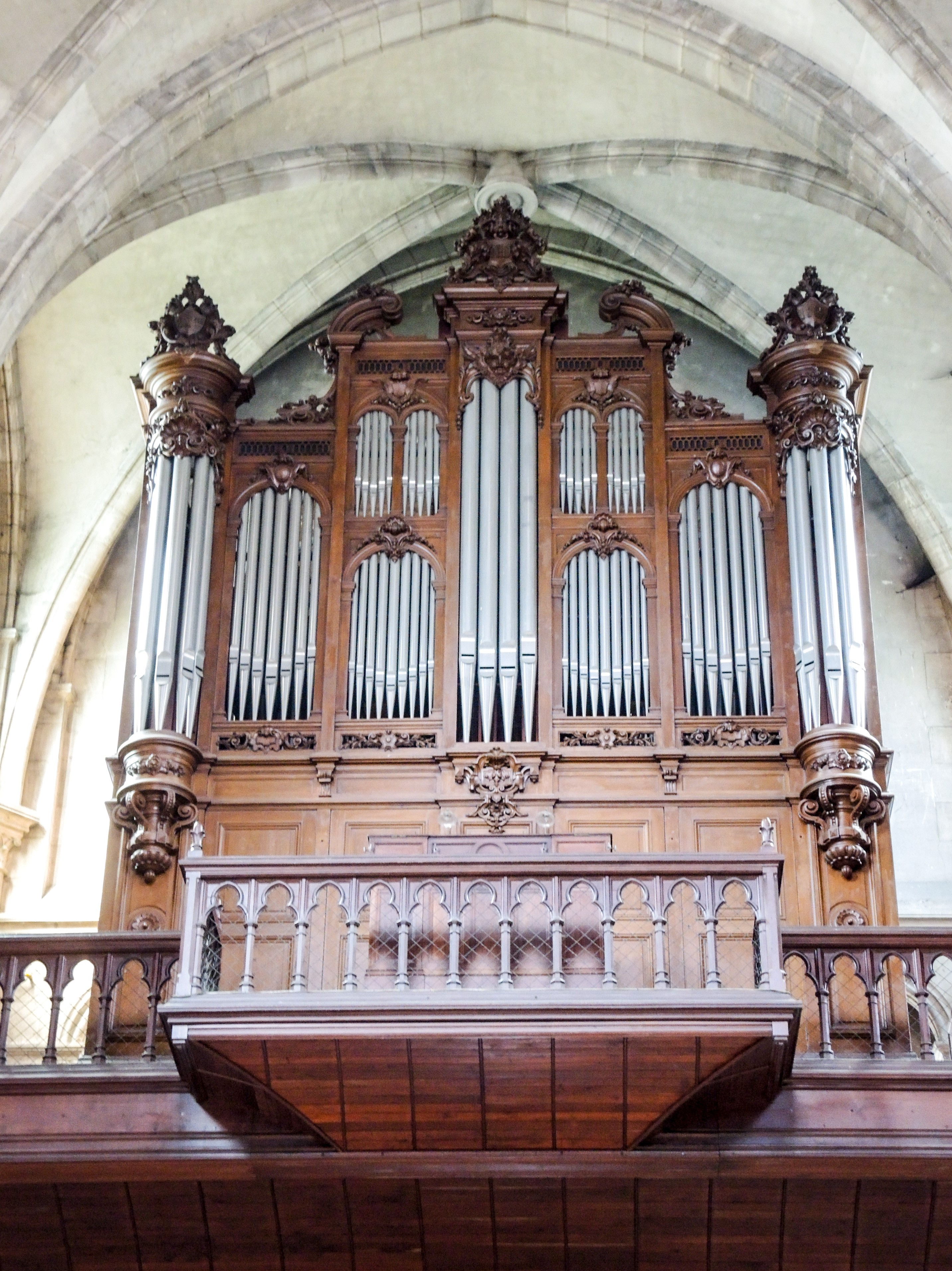
Französisch-symphonische Orgel in Épernay (Aristide Cavaillé-Coll, 1869)

Die französisch-romantische Orgel geht im Wesentlichen auf Aristide Cavaillé Coll zurück. Sie besitzt in der Regel mechanische Trakturen, im Hauptwerk meist mit Barkerhebel und verfügt meist über ein Schwellwerk. Typisch sind die vielen Zungenregister, vor allem die schmetternden Trompeten, die überblasenden Flöten (Flûte harmonique genannt) und die schwebende Voix céleste im Schwellwerk. Cavaillé-Coll hat einige maßgebliche Register selbst erfunden, wie zum Beispiel die Trompette harmonique, bei der die Schallbecher in der Regel doppelt so lang wie gewöhnlich sind, was einen sehr tragfähigen Klang ergibt.

### Romantische Orgel in England
Die englisch-romantische Orgel ist gewissermaßen eine Synthese der deutsch-romantischen und der französisch-romantischen Orgel. Sie besitzt zarte Streicher und Soloregister in Abschattierungen neben höheren Registern und starken Trompeten, die oft als Hochdruckregister gebaut wurden, wie zum Beispiel Tuba mirabilis oder Royal Trumpet. Dieser Typus von Orgel kommt ursprünglich nur in England vor. Heutzutage wurden einige wenige Instrumente auch nach Deutschland importiert. Zu den wichtigsten Orgelbauern dieser Zeit in England gehören James Jepson Binns und Henry Willis.

## 20. Jahrhundert

### Orgeln außerhalb von Sakralbauten
Spätestens seit Ende des 19. Jahrhunderts wurden vermehrt Orgeln in Konzertsälen und Anfang des 20. Jahrhunderts auch in den mit dem Stummfilm aufkommenden Lichtspielhäusern, dort als Kinoorgel bezeichnet, gebaut. Die Orgeln für Konzertsäle zeigten bereits erste Tendenzen der Universalorgel. Die Kinoorgel hingegen orientierte sich noch am Klangbild der romantischen Orgel. Hinzu kamen aber vermehrt Zungenstimmen, die trotz ihrer teilweise alten Bezeichnungen mitunter neu oder erheblich umkonstruiert wurden, und vor allem diverse Effektregister (Trommeln, Glocken, Klingeln, Xylophon und weitere Geräusche, wie zum Beispiel auch „Telefonklingeln“), die sich in anderen, vor allem in Sakralbauten stehenden, Orgeln nicht finden.

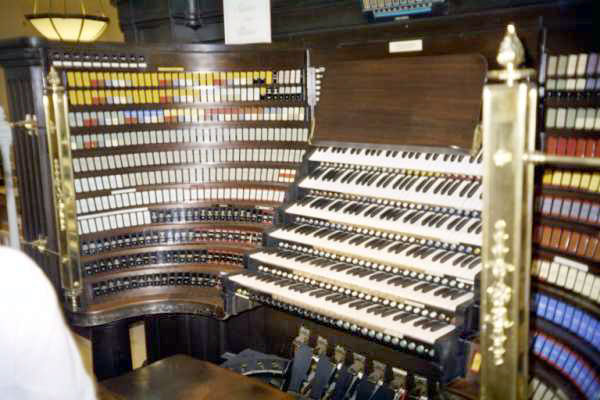
Spieltisch der Wanamaker-Orgel im Lord & Taylor Department Store in Philadelphia

Zahlreiche technische Neuerungen (Pneumatik, Elektrik und neue Baumaterialien) machten es möglich, immer größere Instrumente und auch Fernwerke zu bauen. In diese Zeit fällt auch der Bau einiger Riesenorgeln, die teilweise an recht ungewöhnlichen Orten zu finden sind. So entstanden in dieser Zeit die beiden bis heute größten Pfeifenorgeln der Welt in einer Veranstaltungshalle und einem Kaufhaus. Es seien hier als Beispiele genannt: Die berühmte Wanamaker-Orgel in Philadelphia (Lord & Taylor Department Store, erbaut 1904 bis 1930, 357 Register) und die nominell größte Orgel der Welt, die Orgel der Atlantic City Convention Hall, in der Boardwalk Hall (erbaut 1929 bis 1932, jedoch bis heute nicht vollständig funktionstüchtig) mit 337 Registern bei 449 Pfeifenreihen (ranks) und rund 32.000 Pfeifen.
Ein selbstständiger nordamerikanischer Orgelbau ist erst im 20. Jahrhundert zu finden. Besonders die Konzert- und Kinoorgeln heben sich vom Klang der europäischen Sakralorgeln ab. In Großorgeln sind Kino- und Sakralorgel vom Registerbestand her oft in einem Instrument vereint. Insgesamt neigt der nordamerikanische Orgelbau zu Extremen (skurrile Prospektgestaltungen, Riesenorgeln, 64′-Register im Pedal und 32′-Register im Manual, extrem laute Hochdruckregister, Spieltische mit bis zu sieben Manualen).

### Multiplexorgeln
Beim Multiplexsystem, das etwa 1920 erfunden wurde, werden aus den Pfeifenreihen mit dem Transmissions- und Extensionsverfahren mehrere Register unterschiedlicher Fußtonlagen erzeugt. So können zum Beispiel aus einer 8′-Pfeifenreihe 4′-, 2 2⁄3′- und 2′-Register abgeleitet werden; das bedeutet, dass die vier Register die gleichen Pfeifen nutzen.
- Vorteile sind Platz- und Kostenersparnisse.
- Nachteile sind u. a., dass die abgeleiteten Register keine Eigencharakteristik haben. Außerdem kann beim Spiel mit einer gleichbleibenden Zahl von Stimmen die Zahl der klingenden Pfeifen je nach Akkord wechseln.

Beispiel: Bei einer Multiplexorgel werden vier Register gezogen (8′, 4′, 2 2⁄3′ und 2′ aus einer Reihe) und die Tasten C, c0, g0 und c1 gedrückt. Es erklingen nun neun Pfeifen; bei einer traditionellen Orgel mit vier selbständigen Registern wären es 16 Pfeifen. Wenn nun C, B, d0 und fis0 gegriffen werden, erklingen bei der Multiplexorgel ebenso wie bei der herkömmlichen Orgel 16 Pfeifen.
Diese Wechsel machen den Gesamtklang im Verlauf des Spiels unstetig, unausgewogen und dünn.
Außerdem sind die Quint- und möglicherweise Terz-Register im Auszug unrein: in der temperierten Stimmung sind die Quinten zu klein und die Terzen zu groß gestimmt, während echte Quint- und Terzregister exakt rein gestimmt sind, um den Ton der verschiedenen Register perfekt zu mischen. Die Multiplex-Orgel klingt dann also verstimmt. Um diesen Effekt zu vermeiden, wird bei modernen Multiplexorgeln für Mixtur-, Quint- und Terzstimmen jeweils auf eigene Pfeifenreihen zurückgegriffen.
Man findet dieses Prinzip bei vielen Kinoorgeln der 1920er und 1930er Jahre. In letzter Zeit wurde das Multiplexprinzip häufiger wieder verwendet, zum Beispiel in der Chororgel in Dortmund, St. Reinoldi (Mühleisen, 2019).

### Orgelbewegung
Die sogenannte Orgelbewegung war eine Strömung etwa in der Zeit von 1920 bis 1970/1980. Sie legte ihren Schwerpunkt als bewusste Abkehr von der romantischen Orgel auf die Wiederbelebung der norddeutschen Orgel der Barockzeit und mündete nach dem Zweiten Weltkrieg in eine als Neobarock bezeichnete zweite Phase.
Ihren Vorläufer hatte die Orgelbewegung in der elsässisch-neudeutschen Orgelreform des frühen 20. Jahrhunderts. Diese kritisierte die Orgelneubauten im Mitteleuropa der Gründerzeit als unkünstlerisch in der Klanggestaltung, der Konzeption und Herstellung („Fabrikorgel“), dazu mit Spielhilfen überladen. Positiv bewertet wurden hingegen die Orgeln der französischen Spätromantik (Aristide Cavaillé-Coll), aber auch deutsche und englische Instrumente bis etwa um 1860. Ausgelöst wurde die Reform wesentlich durch die Wiederentdeckung der Qualitäten der Barockorgeln, beispielsweise der Instrumente von Johann Andreas Silbermann im Elsass. Führende Köpfe der elsässischen Orgelreform waren Albert Schweitzer, Émile Rupp und Franz Xaver Matthias.

#### Orgelbau nach dem Ersten Weltkrieg

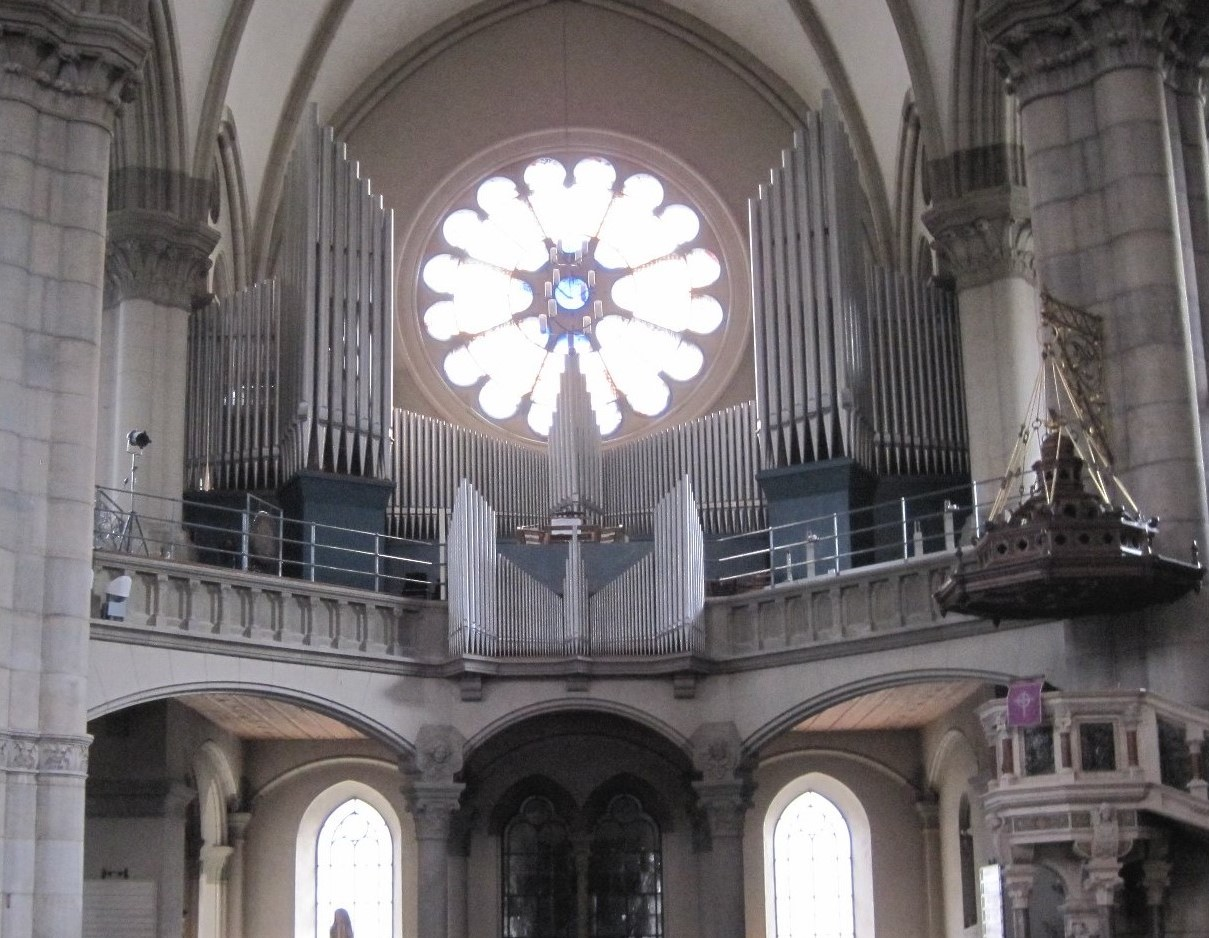
Orgel mit Freipfeifenprospekt aus der Zeit der Orgelbewegung in St. Lukas in München (G. F. Steinmeyer & Co., 1932)

Mit dem Ersten Weltkrieg kam der Orgelbau in Deutschland zum Erliegen. Zu Beginn der 1920er Jahre wurden aus finanziellen und materiellen Schwierigkeiten kaum neue Orgeln erbaut.
Der von Wilibald Gurlitt initiierte Bau der Praetorius-Orgel in Freiburg (Walcker, 1921) war ein Auslöser der Orgelbewegung. Die Idee der Rückbesinnung auf die frühbarocke (norddeutsche) Orgel wurde in den 1920er Jahren unter anderem von Hans Henny Jahnn, Christhard Mahrenholz und Günther Ramin aufgegriffen. Hans Henny Jahnn setzte sich für den Erhalt und die Restaurierung der Schnitger-Orgel der Hamburger St. Jacobi-Kirche ein. Er konnte Günther Ramin begeistern, auf ihr Konzerte zu spielen um dafür Geld zu sammeln. Zusammen organisierten sie im Juli 1925 die erste Organistentagung in Hamburg und Lübeck, bei dem das Projekt einem breiten Publikum bekannt gemacht wurde und zu einer Neuorientierung im Orgelbau anregte.
Instrumente romantischen Klangcharakters wurden nun meist grundsätzlich als „Fabrikorgeln“ abgewertet. Dennoch wurden die Erfindungen der Spätromantik zunächst beibehalten: Freie Kombinationen, Oktavkoppeln, Transmissionen, Extensionen, elektropneumatische Trakturen. Die Orgel der Marienkirche in Göttingen, nach Plänen von Christhard Mahrenholz 1926 von P. Furtwängler & Hammer erbaut, zeigt die typischen Merkmale der neuen Ästhetik: Höher liegende und stärker besetzte Mixturen auch in den Nebenmanualen, Disponierung von Aliquoten, mehr Zungen als in der Spätromantik vor allem auch in den Nebenmanualen, deutlich weniger 8′-Register, Verzicht auf die Vox coelestis usw. Typisch für die Zeit war die Erfindung neuer Registernamen wie Jubalflöte, Klosterflöte, Italienisch Prinzipal oder Bachflöte. Neubauten, die auch technisch an der Barockzeit orientiert waren, also mechanische Schleifladen aufwiesen, blieben die absolute Ausnahme.
Die meisten Orgelbauer dieser Zeit strebten einen Mittelweg an, indem sie Merkmale der spätromantischen Orgel mit den Ideen der Orgelbewegung verbanden. Die Mensuren blieben bei ihnen zum Teil übertrieben weit, daneben fanden sich jedoch barocke Registernamen in den Dispositionen. Die Intonationsmethoden entsprachen dann noch denen der Romantik.

#### Orgelbau nach 1945

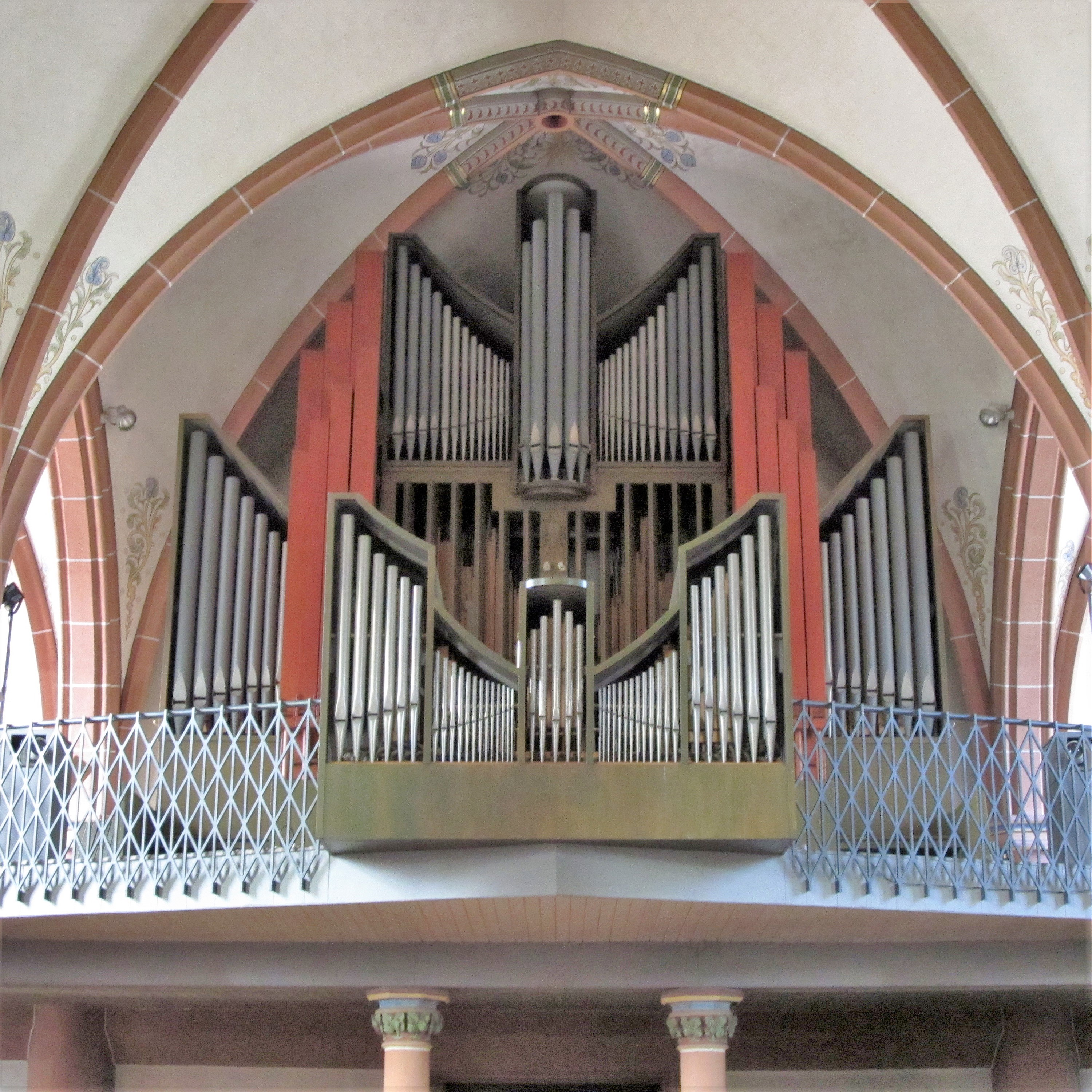
Neobarocke Orgel in Spiesen (Hans Klais, 1959)

Nach dem Zweiten Weltkrieg trat die Orgelbewegung in eine zweite Phase: Die Beschäftigung mit den in Vergessenheit geratenen barocken Klangidealen und Prinzipien des Orgelbaus führte nun zur Entwicklung „neobarock“ ausgerichteter neuer Orgeln und zu wachsendem Interesse an der Restaurierung barocker und vor-barocker Orgeln. Im Mittelpunkt standen nun neben klanglichen auch technische Fragen. Allerdings war die Rückkehr zur mechanischen Schleiflade noch nicht vollzogen, auch wenn einige wenige Orgelbauer, wie etwa Paul Ott sich bereits in den 1930er Jahren wieder dieser Bauweise zugewandt hatten. Elektrische Spieltrakturen wurden zurückgedrängt und die Kegellade geradezu verteufelt und nach 1965 praktisch nicht mehr gebaut. Stattdessen erhielten ab etwa 1965 die meisten Orgeln Schleifladen mit mechanischer Spiel- und (oft) elektrischer Registertraktur.
In der Prospektgestaltung herrschte in den 1950er Jahren der Freipfeifenprospekt vor, so zum Beispiel in München-Ramersdorf (Carl Schuster, 1955). Jedoch wurden auch Rückpositiv, Brustwerk und Oberwerk wieder modern, wie beispielsweise in Hamburg, St. Petri (Beckerath, 1955). Schwellwerke wurden dagegen seltener gebaut.
Da im Zweiten Weltkrieg viele Instrumente verloren gegangen oder unbrauchbar geworden waren und die beiden großen Konfessionen vermehrt Kirchenneubauten unternahmen, setzte in Westdeutschland ein regelrechter „Orgelbauboom“ ein, der teilweise in einer tatsächlich „fabrikmäßigen“ Serienproduktion unter Verwendung von nicht alterungsbeständigen oder unerprobten Materialien (Windladen aus Sperrholz, Spieltrakturen unter Verwendung von Aluminium oder Kunststoff) mündete. Der Einsatz solcher Materialien galt seinerzeit als fortschrittlich und innovativ, erwies sich aber im Nachhinein als nicht sehr nachhaltig, da die Materialien oft nicht beständig waren. Die Pfeifenmensuren waren nun deutlich, wenn nicht sogar in übertriebenem Maße enger als die der Vorbilder. Der Winddruck wurde erheblich abgesenkt, was einen Intonationstil mit geringem Aufschnitt und verengtem Fußloch zur Folge hatte. Diese Intonationsweise war völlig neu und hatte nach heutigem Kenntnisstand mit der barocken nicht viel gemein. Dadurch wurden die Orgeln zum Teil erheblich leiser, gleichzeitig aber schriller. Oft wurde sehr nachlässig und oberflächlich intoniert, bisweilen sind an Pfeifen aus dieser Zeit sogar gar keine Intonationsspuren nachweisbar.
Meist wurden nur ein bis zwei 8′-Register je Manual gebaut. Dafür erhielten die Instrumente viele sehr hochliegende Mixturen und zahlreiche Aliquoten, wie zum Beispiel in München-Nymphenburg (Rieger, 1966). Stellenweise wurden Septimen und Nonen disponiert, die es in der Barockzeit noch nicht gab.
Die daraus resultierenden Orgeln zeichnen sich im Gegensatz zu denen des Barocks oft durch einen spitzen, teilweise sogar schrillen und schreienden Klang, schwaches Bassfundament und fehlende Kraft in der Mittellage aus. Die Orgelbewegung ist somit aus heutiger Sicht zwar weit über ihr Ziel hinaus geschossen, hat aber auch die historische Aufarbeitung der Orgelgeschichte erheblich beeinflusst und teilweise überhaupt erst initiiert.
- Prinzipalplenum einer Orgel des Spätbarock (Euler, 1845)ⓘ/?
- Prinzipalplenum einer „neobarocken“ Orgel (Steinmann, 1966)ⓘ/?

Die von den Initiatoren in den 1950er bis 1970er Jahren als Fortschritt (oder auch Rückbesinnung) verstandenen Ziele (Rückkehr zu handwerklicher Fertigung, hellerer Klang, klarere Zeichnung der Stimmen) führten häufig zu heute nur schwer nachvollziehbaren Verlusten an Orgeln mit anderem Konzept. So mussten viele romantische Orgeln neuen Instrumenten mit steiler, „neobarocker“ Disposition (wenig Grundton, viel Oberton) weichen. Nicht nur wurden in diesen Jahrzehnten viele romantische Orgeln „barockisiert“, oder einem „Klangumbau“ unterzogen, oft wurden erhaltene (spät-)barocke Orgeln, besonders süddeutscher Provenienz, deren Disposition nicht barock genug erschien, den häufig sehr schematischen Prinzipien der Orgelbewegung angepasst. Die Verwendung von extrem niedrigen Winddrücken bei Restaurierungen führte zur Entstellung etlicher historischer Orgeln, so zum Beispiel bei den Restaurierungen der Schnitger-Orgel in Norden durch Paul Ott, 1948 und 1959. Oft wurden die originalen Zungen und Kehlen entfernt und durch moderne ersetzt, ebenso die Stiefel und die Nüsse. Dispositionen wurden dadurch verändert, dass die (schon im Spätbarock verbreiteten) Streicherstimmen durch hohe Aliquoten ersetzt wurden. Ein typisches Beispiel ist das „Absägen“ eines Violoncello 8′ im Pedal zum Choralbass 4′. Dieser sorglose Umgang mit dem historischen Material war typisch für den Orgelbau der Zeit. Er erwuchs daraus, dass dem Idealbild des Neobarock ein größerer Stellenwert zugemessen wurde als der erhaltenen historischen Substanz.
Durch solche Umbauten ging manchen Orgeln mehr originale barocke Substanz verloren als in der vorangehenden Romantik. Dennoch gab es auch erste stilgerechte Restaurierungen von Orgeln, beispielsweise durch Jürgen Ahrend und Gerhard Brunzema, zum Beispiel in Rysum (1960).
Nicht nur der deutschsprachige Raum war deutlich von der Orgelbewegung geprägt. In den USA bildete sich bereits in den 1930er Jahren eine Gegenbewegung zum Typus der orchestralen Orgel aus, wie ihn vor allem Ernest Martin Skinner favorisiert hatte. Eine Schlüsselfigur für den Übergang zur so genannten „American Classic Organ“ ist Donald Harrison, der ab 1927 für die Firma Aeolian-Skinner tätig war. 1932 wurde dort eine “Baroque organ—Experimental” erbaut, die auf Betreiben des Organisten E. Power Biggs 1937 im Germanic Museum der Harvard University in Cambridge (Massachusetts) aufgestellt wurde. Vor allem durch Hörfunk-Übertragungen seiner Konzerte im Museum erreichte Biggs beträchtliche Aufmerksamkeit, 1956 wurde das Aeolian-Skinner-Instrument dann durch einen Neubau der niederländischen Werkstatt Flentrop ersetzt. In der Folge bauten die nun als führend angesehen europäischen Werkstätten auch andere repräsentative Instrumente mit mechanischer Traktur in den USA, unter anderem in der St Mark’s Episcopal Cathedral in Seattle (Flentrop 1965, IV/58), in der St Michael’s Episcopal Church in New York (Beckerath 1967, III/55), in der First Congregational Church in Cambridge MA (Frobenius 1972, III/40) und in der Alice Tully Hall im New Yorker Lincoln Center (Kuhn 1974, IV/64). Auch im Vereinigten Königreich gewinnen in jener Zeit die Firmen vom europäischen Festland an Einfluss, abzulesen an den Orgelneubauten in der Kapelle des Queen’s College in Oxford (Frobenius 1965, II/22), in der Kapelle des Clare College in Cambridge (Beckerath 1971, II/35), in der Kapelle des Trinity College in Cambridge (Metzler 1976, III/42) und in der Christ Church Cathedral in Oxford (Rieger 1979, IV/43).
In Frankreich bildete sich in den 1920er Jahren der neoklassizistische Orgeltypus heraus (l’orgue néoclassique), der bei elektrischen Trakturen die Registerausstattung der französischen Spätromantik mit Einzelaliquoten und Mixturen sowie teilweise historisierenden Zungenstimmen anreicherte. Damit glaubte man ein universelles Instrument für Bach und die alten deutscher Meister wie für die gesamte französische Schule gefunden zu haben. Erst mit den 1970er Jahren traten in Frankreich verstärkt Instrumente auf, die sich an der klassischen französischen Orgel oder am norddeutschen Barock zu orientieren suchten.

### Universal- und Stilorgel

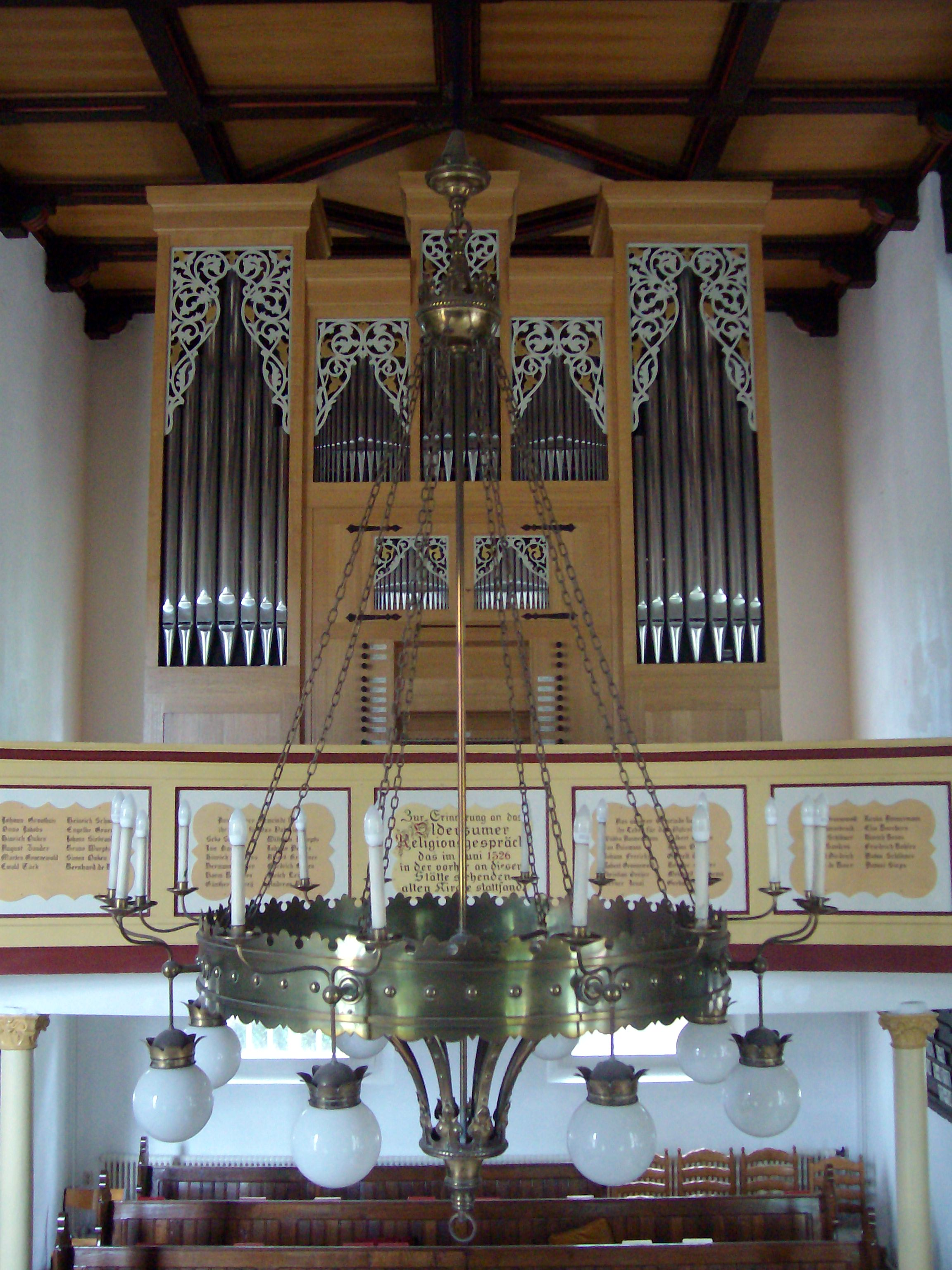
Neue Orgel im norddeutschen Barockstil in Oldersum (Jürgen Ahrend, 2004)

Die Ausweitung des Organistenrepertoires, die vertiefte Beschäftigung mit Instrumenten anderer Länder und die nostalgische Wahrnehmung des 19. Jahrhunderts führten ab den 1970er Jahren zu einer Kritik der von der Orgelbewegung geprägten Instrumententypen. Wert und Berechtigung romantischer Orgeln und ihrer spezifischen Musik sind wieder stärker ins Bewusstsein gekommen. In neuester Zeit geht der Trend dahin, bei Generalüberholungen von „barockisierten“ Orgeln des 19. und frühen 20. Jahrhunderts diese in den Originalzustand zurückzuführen. Auch ist die Anzahl der Neubauten zum Ende des 20. Jahrhunderts angestiegen, da viele übereilt gebaute oder schlechte Nachkriegsinstrumente allmählich ersetzt werden. Dabei besteht allerdings die Gefahr, dass auch bedeutende Orgeln des 20. Jahrhunderts aufgegeben werden.
Seit den 1980er Jahren wird bei Neubauten vermehrt mit einer Art „Universalorgel“ experimentiert, die für alle Arten und Stile von Orgelliteratur bestmöglich geeignet sein soll. Bei größeren Orgeln (ab drei Manualen und ca. 40 Registern) kommt man zu brauchbaren musikalischen Ergebnissen, indem man ein Hauptwerk mit norddeutschem Plenum mit einem französisch-barocken Rückpositiv und einem französisch-symphonischen Schwellwerk verbindet, so zum Beispiel in der Frankfurter Katharinenkirche (Rieger, 1990). Gelegentlich wird dieser Typus noch um Spanische Trompeten ergänzt, so zum Beispiel im Altenberger Dom (Klais, 1980). Allerdings lassen sich die technischen und die klanglichen Eigenschaften verschiedener Zeit- oder Regionalstile nur bedingt in einem Instrument vereinen. Bei kleineren Orgeln erweist sich die Vermischung von Stilelementen verschiedener Epochen als noch problematischer.
Dem in Deutschland vorherrschenden Ideal einer Orgel der stilistischen Synthese tritt mit der wachsenden Bedeutung der historischen Aufführungspraxis zunehmend das des stilgetreuen Instruments gegenüber. Detaillierte wissenschaftliche Kenntnisse über den älteren Instrumentenbau und stetig gewachsene Erfahrungen durch sorgfältige Restaurierungen bieten dem heutigen Orgelbau die Möglichkeit, neue Instrumente nach Vorbildern aus verschiedenen Epochen und Kunstlandschaften anzubieten. Ein Beispiel für den Neubau im Stil einer spanischen Barockorgel ist die sogenannte Spanische Orgel in der Hof- und Stadtkirche St. Johannis in Hannover. Auch Rekonstruktionen untergegangener Instrumente werden versucht, so zum Beispiel der Orgel von Johann Andreas Silbermann in Villingen-Schwenningen (Gaston Kern, 2002).
Die gegensätzlichen Positionen – stilreine Orgel oder Universalorgel – prallten besonders deutlich beim Streit um die Gestaltung der Orgel in der wieder aufgebauten Dresdner Frauenkirche (Daniel Kern, 2005) aufeinander.

## 21. Jahrhundert
Mit Beginn des 21. Jahrhunderts kam der Orgelbau aufgrund des Mitgliederschwundes der Kirchen teilweise zum Erliegen. Manche Kirche in Deutschland und in anderen Ländern musste aufgegeben werden. Als Folge konnten einige englisch-romantische Orgeln nach Deutschland transloziert oder in Neubauten integriert werden, so zum Beispiel in der Dortmunder Petrikirche (Schulte, 2015). Die Tendenz, Material von älteren Orgeln wiederzuverwenden, führt auch dazu, dass nun häufiger wieder Kegelladen zum Einsatz kommen. In kleineren Orgeln (bis etwa 15 Register) werden vermehrt Wechselschleifen eingesetzt, die es ermöglichen, Register eines Werkes von diesem unabhängig auf einem anderen spielbar zu machen.

### Technischer Fortschritt
Nennenswerte technische Fortschritte gibt es im Bereich der Spielhilfen und der elektrischen Traktur. Die Elektronik hat größere Setzeranlagen ermöglicht, teilweise sind auch schon Kirchenorgeln midifiziert worden, so dass diese mit einem PC verbunden und über diesen gesteuert werden können. Auch die Verbindung mit externen Klangerzeugern wie Synthesizern ist so möglich, wodurch sich neue Impulse für Komposition und Improvisation ergeben. Weiterhin wird geforscht, wie sich eine Art „Anschlagsdynamik“ auf der Orgel realisieren und wie sich das interaktive Verhalten einer mechanischen Traktur mechatronisch bei elektrischen Trakturen nachbilden lässt. Wo sich mechanische Trakturen nicht errichten lassen, verdrängen Lichtwellenleiter die elektrischen Trakturen in Orgelneubauten. Durch die Einführung digitaler Steuerungen als Ersatz für elektrische Trakturen ergeben sich viele neue technische Möglichkeiten: Ohne dass eigene Verkabelungen nötig werden, sind Sub- und Superkoppeln so nun nur noch Schaltungen, einzelne Manualwerke können als Floating division angelegt und an jedes Manual zugeschaltet werden, die Transposition in alle zwölf Töne der chromatischen Tonleiter ist ebenfalls als Schaltung möglich, so zum Beispiel in Homburg (Gaida, 2008). Vermehrt werden einzelne Register nun als Auxiliar, zum Beispiel in 16′-, 8′- und 4′-Lage gebaut, wodurch eine Pfeifenreihe in allen Manualen und im Pedal als Transmission oder Extension angespielt werden kann, so zum Beispiel in Marienstatt (Seifert, 2012). Zudem werden ganze Orgeln oder Teilwerke mit Einzeltonsteuerung gebaut, so dass sich (ähnlich der Multiplexorgel des 20. Jahrhunderts) aus wenigen, oft über 6 oder 7 Oktaven ausgebauten Pfeifenreihen deutlich mehr Register darstellen lassen, so zum Beispiel an der Chororgel von St. Reinoldi (Dortmund), wo aus 11 Pfeifenreihen 29 Register auf 2 Manualen und Pedal gebildet werden (Orgelbau Mühleisen, 2020).
Auf Anregung einzelner Komponisten findet die Erweiterung klanglicher Möglichkeiten statt. Nachdem bereits Jean Guillou durch Aufstellung und Neuanordnung von Werken sowie durch neue Pfeifenformen auf sich aufmerksam gemacht hatte, ließ Peter Bares 2004 in der Kunst-Station Sankt Peter Köln ein Instrument für zeitgenössische Musik mit integriertem Schlagzeug und weiteren technischen Neuerungen durch rein akustische Klangerzeugung unter Aussparung von Elektronik einbauen.

### Digitalorgeln
Eine weitere Variante, die sich mit dem Fortschritt der Digitaltechnik zunehmend ihren Platz erobert hat, ist die Digitalorgel (oder digitale Konzert- und Sakral-Orgel). Sie ist vor allem als Übungsinstrument in Privathäusern, in kleinen Kirchen und Kapellen oder als Interimsinstrument während Umbau- bzw. Neubauphasen der Pfeifenorgel zu finden. Die laufenden Verbesserungen der Klang- und Reproduktionsqualität machen digitale Sakralorgeln zunehmend zu einer Alternative für größere Kirchen und Konzertsäle und werden mittlerweile auch von namhaften Organisten als konzertantes Instrument akzeptiert. Cameron Carpenter tritt in internationalen Konzertsälen mit einer eigenen „International Touring Organ“ der Firma Marshall & Ogletree auf. Allerdings können die „natürliche“ Ungleichmäßigkeit einer Pfeifenorgel und ihr individueller Charakter bei der Interaktion mit dem Spieler von einer Digitalorgel bisher nur bedingt wiedergegeben werden. Vor allem nahe am Instrument verliert eine Digitalorgel an räumlicher Tiefe und Plastizität, was von vielen Organisten und Zuhörern als unbefriedigend empfunden wird. Bei Aufnahmen lassen sich aktuelle Digitalorgeln jedoch kaum noch von klassischen Pfeifenorgeln unterscheiden.
Versuche, „echte“ Orgeln mit Digitalorgeln zu kombinieren (sogenannte Kombinations- oder Hybridorgeln), haben sich bis jetzt aufgrund naheliegender Probleme (Stimmung, Vermischungsfähigkeit) nicht durchsetzen können. Besonders in den USA werden jedoch des Öfteren teure Bassregister und Lingualregister digital ausgeführt. Auch lassen sich Effektregister, die nicht so stimmungsanfällig sind, leicht elektronisch ausführen.